# Regiones culturales de Ecuador

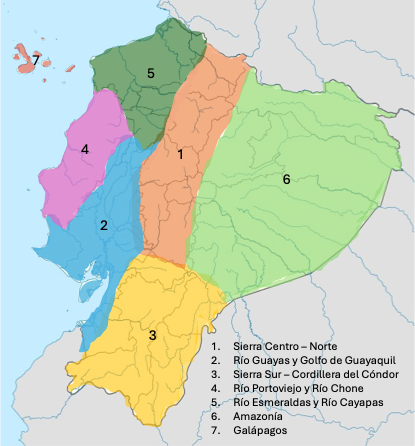
Las siete regiones culturales de Ecuador

La cultura de Ecuador se ha desarrollado a lo largo de varias regiones distintas, de acuerdo a la evolución histórica de cada una y a las especificidades geográficas que las caracterizan. La población ecuatoriana se consolidó durante el siglo XVII, después de la conquista, con la llegada de los españoles, el poblamiento de afroecuatorianos en el norte del litoral, la huida de judíos de la inquisición que se refugiaron en la sierra sur y las misiones de Maynas en la Amazonía.A partir de ahí, durante los siguientes cuatrocientos años cada región empezó a desarrollar una identidad propia que incluye gastronomía, música, literatura, pintura, acentos, proyectos políticos y actividades económicas,. 
Con la inversión en infraestructura se ha logrado unificar estas regiones y acercar las distintas culturas, al punto de que usualmente se simplifican las siete en solamente cuatro: Insular, Costa, Sierra y Oriente. Haciendo esto se logra unificar a toda las tres regiones de la costa en una sola, al igual que las  dos de la sierra. Se espera que en el futuro la infraestructura logre unificar aún más las regiones, llegando a consolidar las culturas de la Costa y Sierra en una común, con el fin de lograr una mayor unidad en Ecuador. 

## Región 1: Sierra Centro - Norte

### Geografía

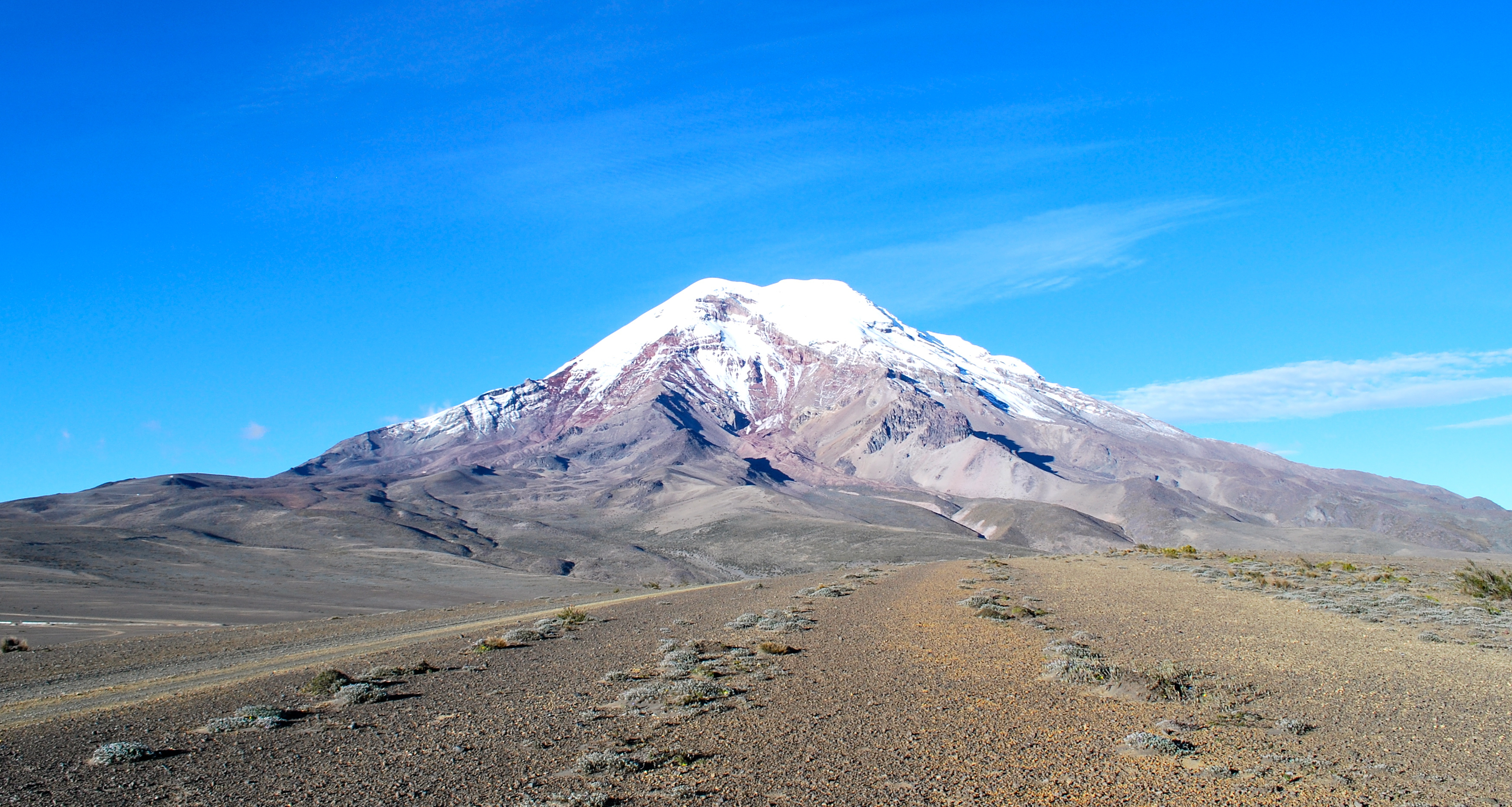
Volcán Chimborazo, el punto más alejado del centro de la tierra

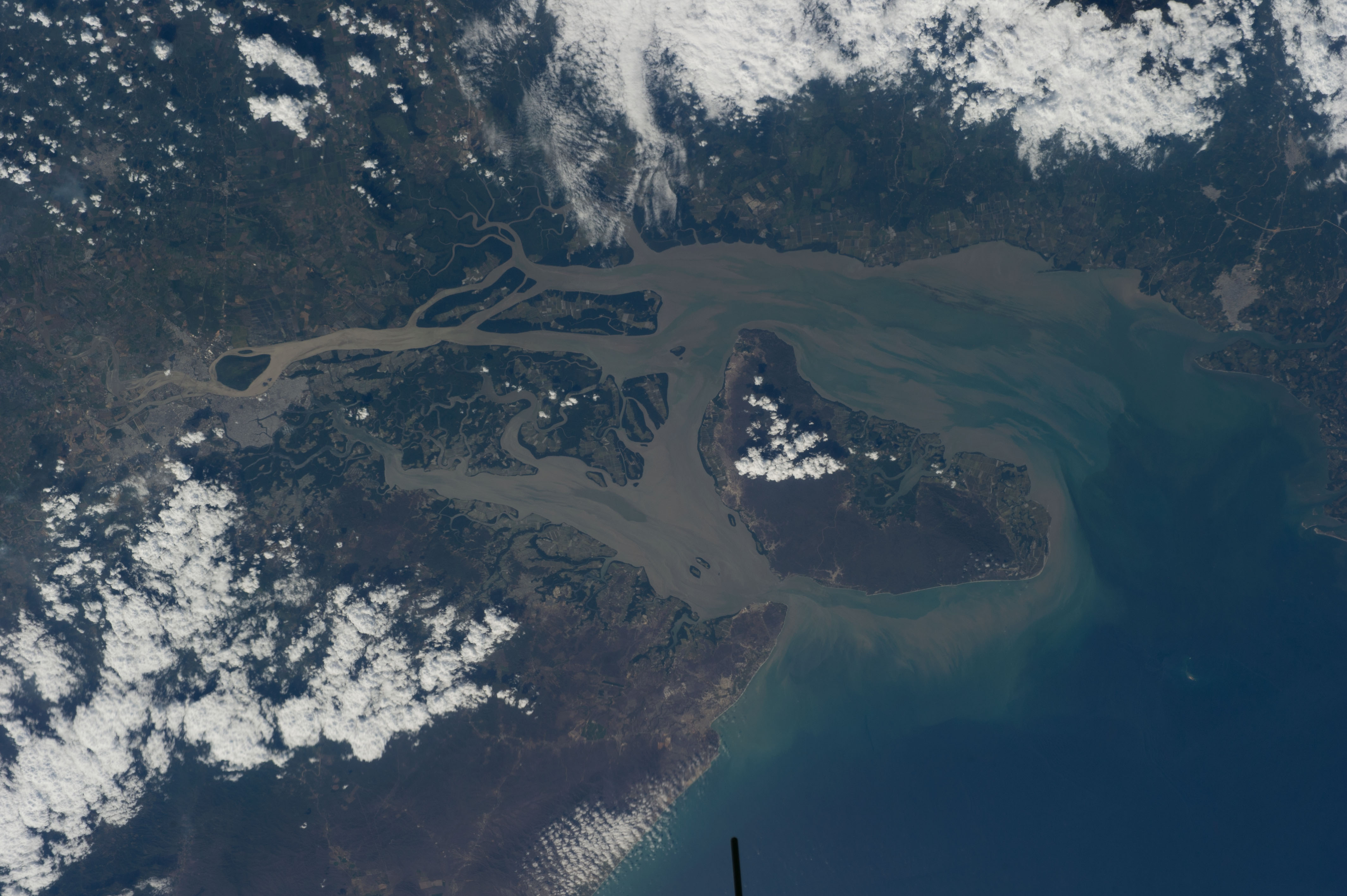
Golfo de Guayaquil, la entrante de agua más grande del océano Pacífico en Suramérica

Corresponde a la región donde se concentran la mayoría de volcanes y nevados en la sierra ecuatorial, y que continúan hacia Colombia en lo que se conoce como la Zona Volcánica Norte. Aquí se encuentran el Chimborazo, Cotopaxi, Altar, Antisana, Cayambe, Quilotoa, Cuicocha, Ilinizas, Tungurahua, entre otros. La presencia de volcanes aumentó la fertilidad de los distintos tipos de suelo que existen dependiendo de la altura de la cordillera. Esto permitió el poblamiento y temprano desarrollo de la población en esta región. Es común que existan muchas leyendas acerca de los volcanes y se les considere seres animados. 

### Cultura precolombina
En la época precolombina se enfrentarían contra los Incas y los indígenas de esta región: Quitus y Caranquis principalmente conformarían el ejército atahualpista en contra de Huáscar, teniendo protagonismo en la guerra civil incaica. Someterían a los indígenas de la región 3, la sierra sur, que en ese momento fueron los Cañaris, razón por la cual estos últimos se aliarían a los españoles en contra de Atahualpa. La cultura de esta zona se caracteriza por ser mestiza con influencia indígena. Es acá donde se concentra la mayor población indígena de Ecuador, lo que hace que su influencia cultural y política sea importante.

### Cultura y tradiciones

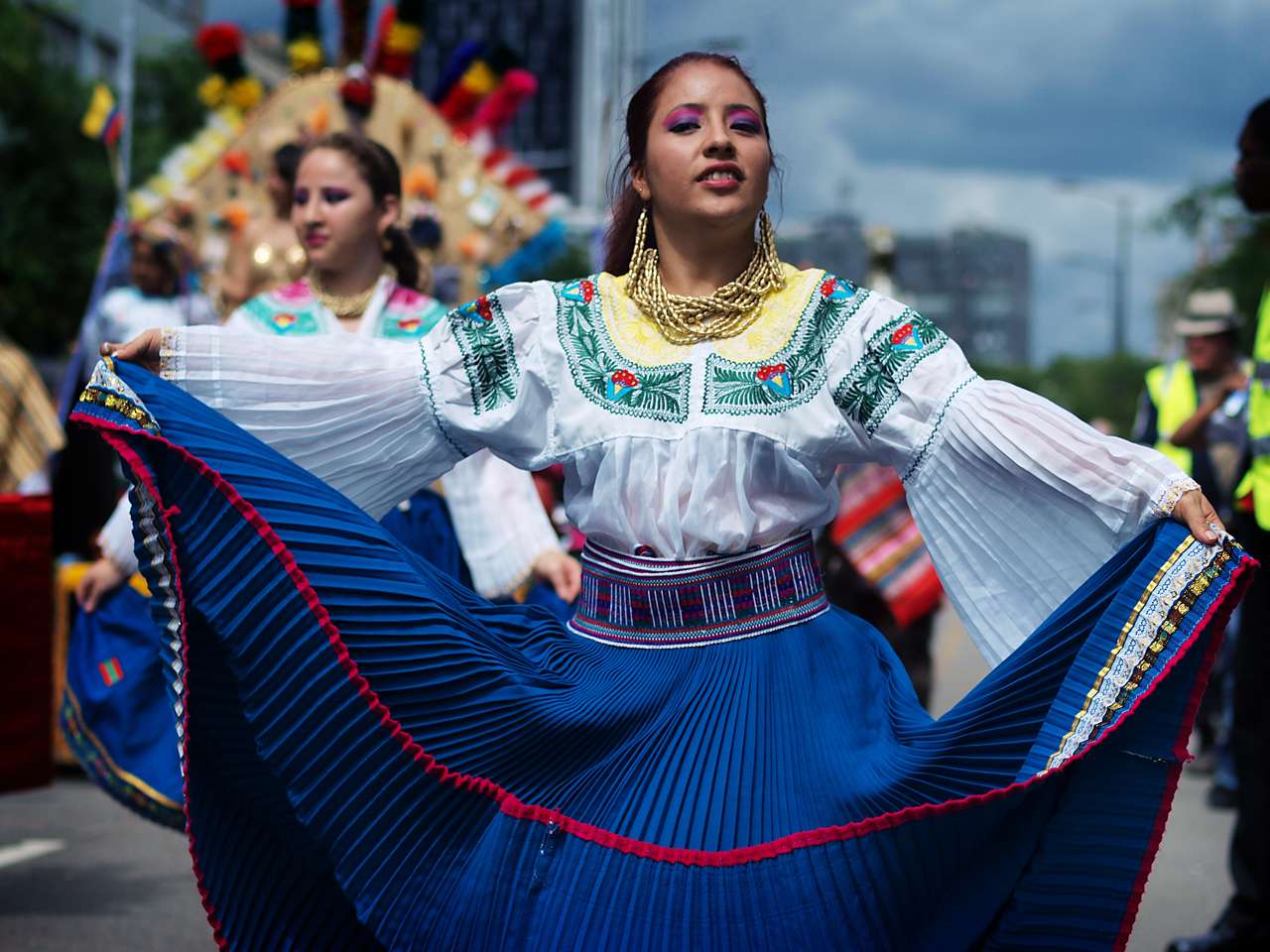
Vestido típico de esta región

Después de la conquista se crearían los obrajes en la Real Audiencia de Quito, repartiendo la tierra entre los conquistadores con el fin de crear grandes haciendas. Es en esta región del Ecuador donde se desarrollaron la cultura de los hacendados, con acumulación de poder que buscaban llegar a la presidencia de la Audiencia de Quito. Estos criollos buscaron obtener además títulos nobiliarios en la Real Audiencia alcanzando ser marqueses y condes muy frecuentemente. El presidente de la Real Audiencia que permitiría aquello sería Miguel de Ibarra, quien fundaría la ciudad que lleva su apellido en la zona norte de esta región. Además desde aquí se podía obtener acceso rápido al río amazonas a través de su cuenca, algo que no sucede en la región 3, la sierra sur, puesto que la cordillera del Cóndor obstruye el paso y dificulta la expansión oriental. 

### Arte y música

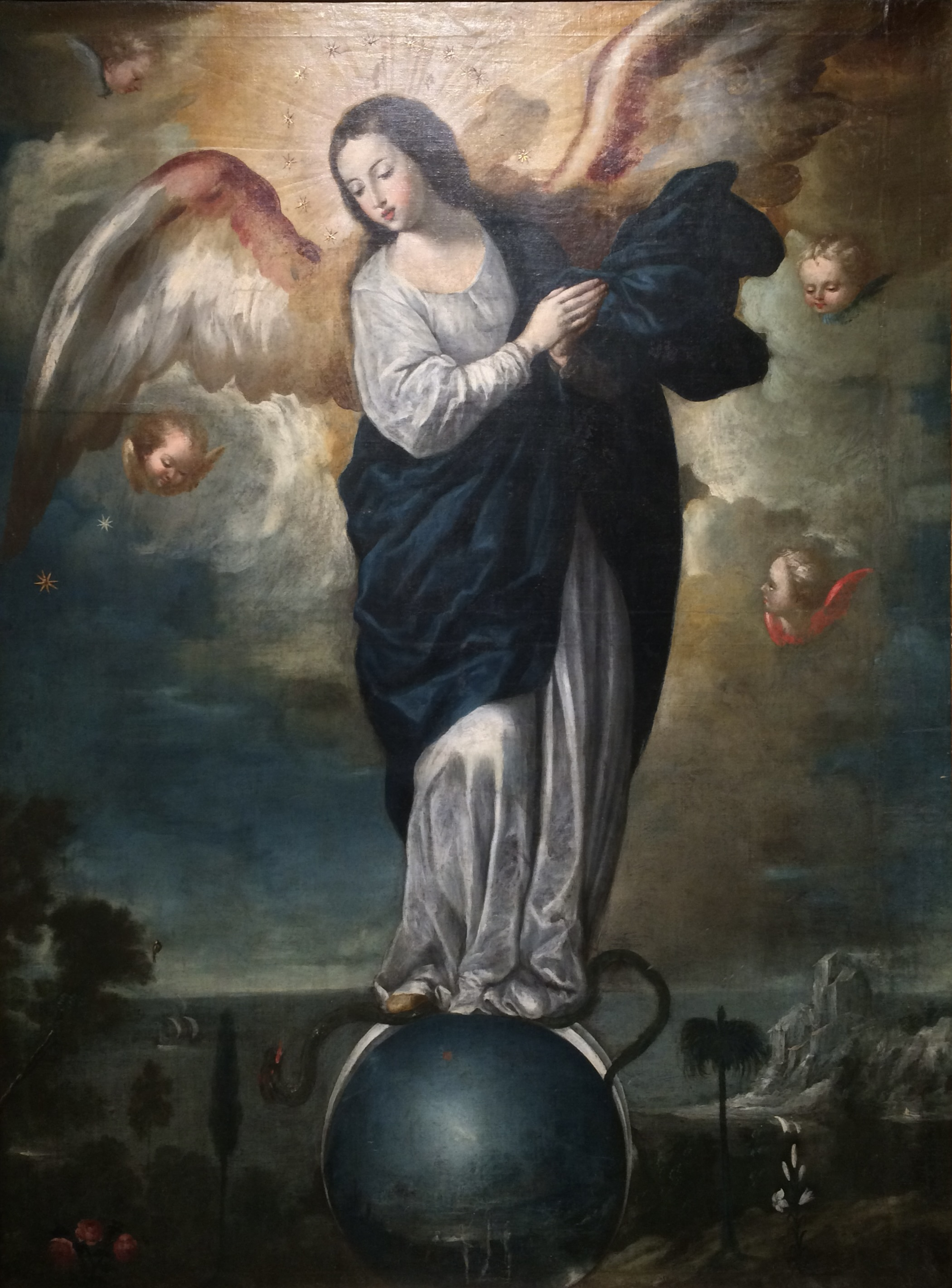
Virgen alada. Miguel de Santiago,. MuNa, Quito.

En esta zona se llevó a cabo la escuela quiteña de arte, que durante el siglo XVII se especializó en la pintura y el siglo siguiente desarrollaría la escultura teniendo mucha influencia en la escuela payanesa, en esa época dentro de la Audiencia de Quito. Las personas más destacadas fueron Miguel de Santiago y Bernardo de Legarda, desarrollando el arte alrededor de la Virgen de Quito. Esto continuaría durante la república y el arte en parte se secularizaría de la mano de artistas de corte indigenista como Guayasamín y Camilo Egas pero también una rama se mantendría religiosa como sería el caso de Victor Mideros. En cuanto a la música, en la ciudad de Ibarra y Quito se desarrollaría la música en la época colonial y en la etapa republicana se desarrollarían la mayoría de géneros musicales andinos, ya sea mestizos o indígenas dentro de los que se encuentran: albazo, sanjuanito, capishca. Así como la bomba del valle del chota, un lugar donde los jesuitas tenían cañaverales y hubo trabajo esclavo. 

### Cultura y ciencia
Por último, en esta zona y el norte de la zona 3, se llevó a cabo la misión geodésica francesa, lo que hizo que un siglo más tarde la Real Audiencia de Quito pase a llamarse Ecuador. Esta fue una expedición científica llevada a cabo en los andes ecuatorianos desde Cuenca hasta Ibarra con el fin de medir la distancia equivalente a un grado de latitud en el Ecuador terrestre. Esta se llevó a cabo en medio de lo que sería la ilustración en Ecuador. El propósito fundamental era comprobar la forma de la Tierra. Otra cosa que es importante mencionar es que la Misión Geodésica fue inicialmente una expedición científica para probar la hipótesis de la forma de la Tierra, sin embargo, dentro de sus mediciones también determinaron la posición de la línea ecuatorial. Alrededor de cien años después de la visita de los científicos franceses y españoles se llevaría a cabo la separación del departamento del sur de la Gran Colombia, con lo que se formaría la república que adoptó el nombre "Ecuador". Además de esta expedición se llevaría a cabo la Real Expedición Botánica del Nuevo Reino de Granada, y que contaría con la colaboración de José Mejía Lequerica dentro del equipo de Mutis.

### Cultura y religión

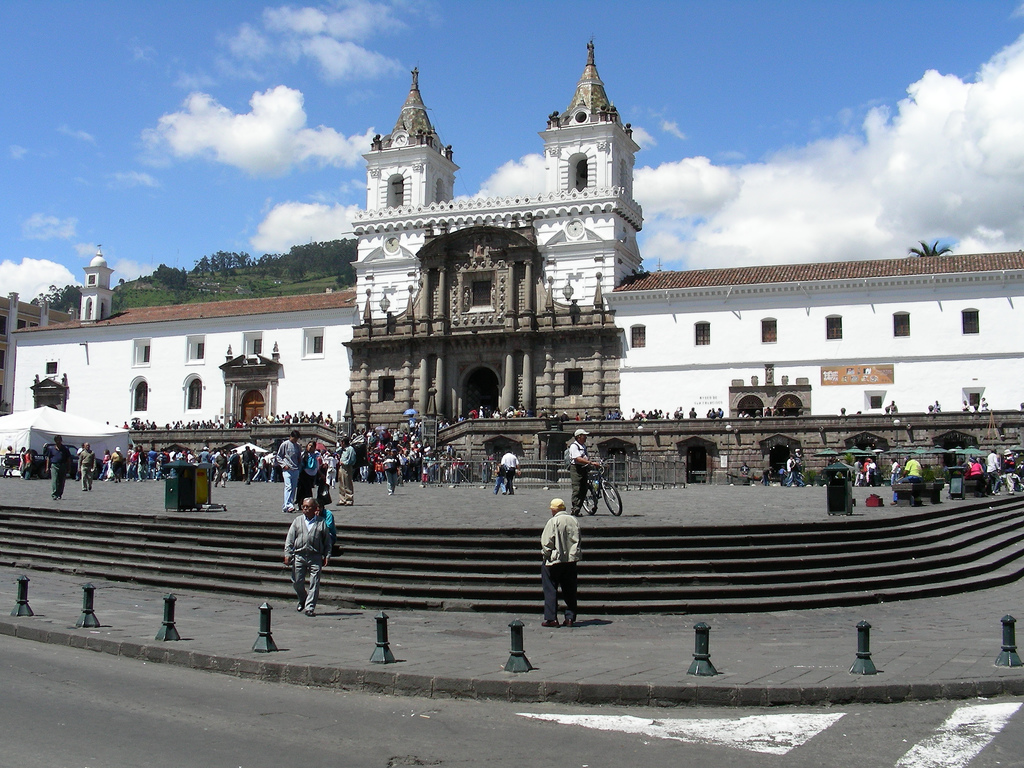
Plaza San Francisco en Quito

En esta región se impulsó el culto a la Virgen de El Quinche, con el fin de evangelizar a los indígenas de los obrajes que se concentraban en esta zona. Aquí también viviría Mariana de Jesús Paredes quien sería canonizada en el siglo XX convirtiéndose así en la primera santa de Ecuador. Fue en general un lugar donde la compañía de Jesús gozó de mucho poder e influencia. Todas las ciudades contaban con iglesias en las plazas centrales. En el campo, la iglesia además era un terrateniente importante. Se construyeron muchas iglesias en la ciudad de Quito como la de San Francisco, San Agustín, La Merced, el Carmen Alto, Sagrario, Catedral de Quito, Iglesia de Nuestra Señora de Guápulo, Iglesia de la Compañía y la Basílica del Voto Nacional, entre otros. En otras ciudades ocurría lo mismo, por ejemplo en Ibarra con La Catedral de Ibarra, Iglesia de San Antonio de Ibarra, Iglesia Santa Catalina de Salinas, la Basílica La Merced. En Riobamba por su parte estarían la Catedral de San Pedro, El Sagrario,Santuario La Concepción del buen Suceso, La Dolorosa, María Auxiliadora, Nuestra Señora de La Merced. En Ambato serían La Catedral de Ambato, la Iglesia Parroquial de Pasa, el Santuario de la Virgen del Tránsito, la Iglesia de Santa Faz, La Providencia de Ambato. Lo mismo en Latacunga con: Catedral de Latacunga , Iglesia de Santo Domingo y la iglesia de San Agustín de Latacunga.
La abundancia de templos religiosos que caracterizó a esta región la hizo conocerse de esta manera en el resto de latinoamérica, al punto que Bolívar al crear la Gran Colombia afirmó que Quito es un convento; Bogotá, una universidad y Caracas, un cuartel.

### Literatura
En esta región se desarrolló la literatura de manera temprana, gracias al sistema educativo que fue iniciado por los españoles. A partir de esto empezarían surgir autores, primero religiosos y con la independencia secularizarían sus temas. Muchos géneros literarios han sido desarrollados y todas las ciudades de esta región tienen escritores relevantes. 
Ambato destacó con Juan Montalvo, Juan León Mera y Jorge Enrique Adoum. De Riobamba surgieron escritores como Juan de Velasco, Pedro de Mercado, Luis Alberto Costales, Bolívar Echeverría, Ángel Modesto Paredes. De Latacunga sería José Rumazo González y su hermano Alfonso Rumazo González. De Quito poetas importantes como Jorge Carrera Andrade o novelistas como Alicia Yánez Cossio.

## Región 2: Río Guayas y Golfo de Guayaquil

### Geografía
Corresponde a la región del Río Guayas, su cuenca y el Golfo de Guayaquil. Su cultura por lo tanto es montuvia y porteña. Aquí se concentran la mayoría de ríos navegables del litoral ecuatoriano y que por lo tanto comunican al continente con el Pacífico como son: Guayas, Babahoyo, Daule, Vinces, Puebloviejo, Zapotal Yahuachi, etc. Por esta razón esta región estuvo siempre mucho más ligada al mundo exterior y abierta a las nuevas ideas. Además, la cuenca del río se extiende de manera paralela a los andes lo que le permite controlar el corazón del litoral Ecuatoriano. Es además afectado frecuentemente por inundaciones y periódicamente por el fenómeno del niño.

### Cultura precolombina
En esta zona se desarrollaron los Guancavilcas, los Punáes y los Chonos. Se ubicaron a las orillas del río, eran buenos navegantes, construían casas en el agua y desarrollaron la cerámica. Se enfrentaron a los Incas en muchas ocasiones, algunas de ellas lograron repelerlos y tuvieron que enfrentar primeros a los españoles. Del Golfo de Guayaquil es Felipillo, el traductor que jugó un rol importante en la conquista del Incario. Se unieron poco a poco con la cultura manteña, con la que tenían lazos cercanos. Se caracterizaron por su diversidad sexual que era muy aceptada. Además eran frecuentes los sacrificios humanos en la Isla Puná.

### Cultura montuvia

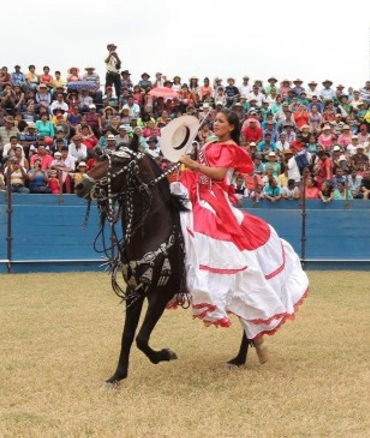
Rodeo montuvio

Al tener poca población indígena esta región desarrolló una cultura montuvia rápidamente. Desde la colonia existían los elementos característicos de esta como el amorfino o los bailes de salón y bailes de candil. Esta cultura se desarrolló alrededor de la actividad agrícola, los astilleros y la cultura porteña de la ciudad de Guayaquil. En el siglo XX se consolidó la cultura montuvia como los campesinos de Ecuador. Además a través de la ganadería una cultura vaquera, similar a los llaneros de Colombia y Venezuela, a los charros de México, los gauchos de Argentina o lo que serían los Huasos chilenos. Todas estas culturas permitirían articular una identidad nacional y lograrían aumentar la cohesión y unidad del país.
Alrededor de los montuvios existe una gastronomía, literatura, música y cultura popular que es exclusiva de Ecuador, ya que la cultura mestiza andina comparte rasgos culturales con Perú, mientras que la cultura afroecuatoriana de Esmeraldas comparte muchos aspectos con el pacífico Colombiano. Esto hizo que los montuvios cobre relevancia en la identidad nacional y representen al estereotipo del Ecuatoriano a través del sombrero de paja toquilla, el trabajó agroexportador relacionado con las bananas y una gastronomía que se fundamenta en el plátano verde. 

### Arte

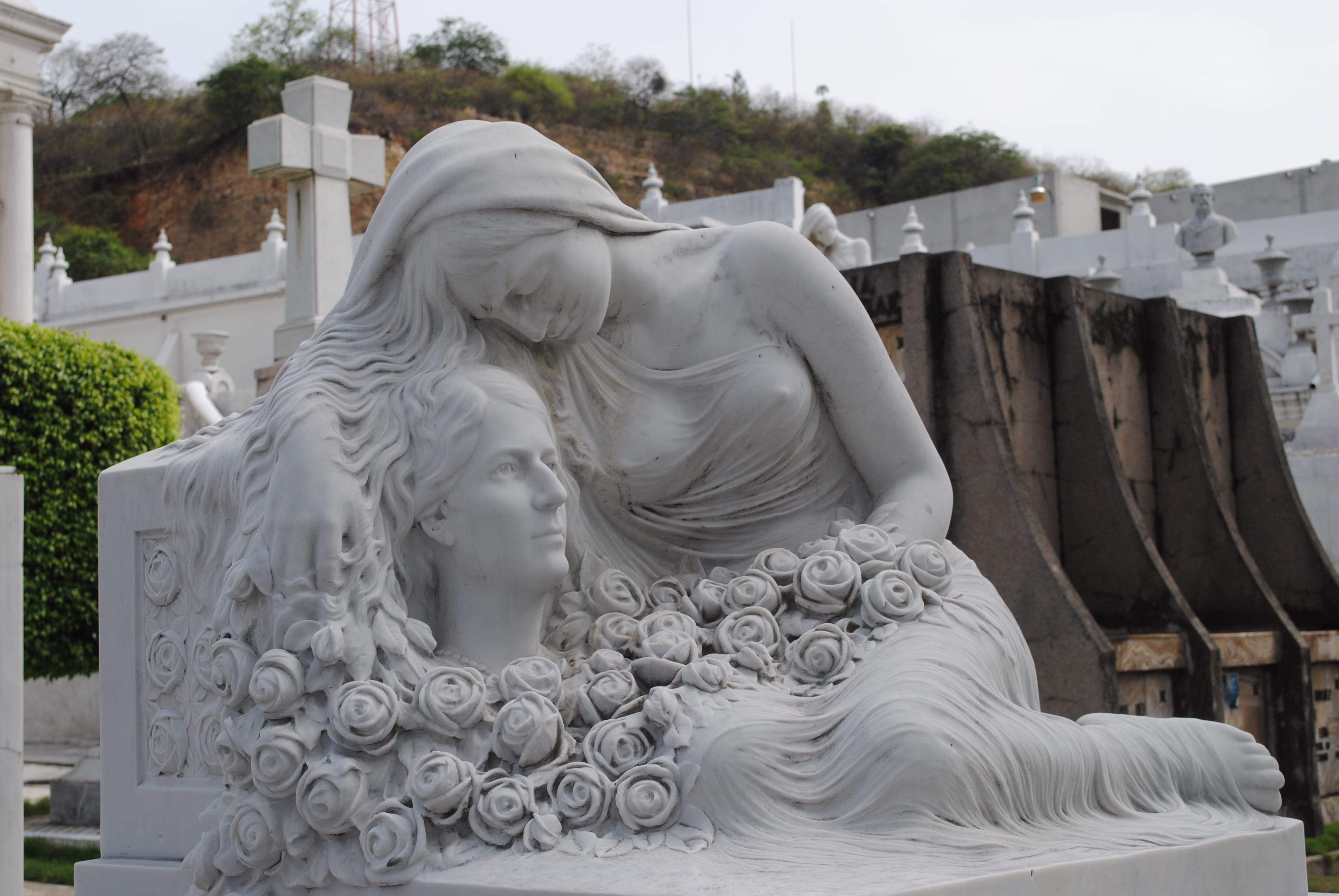
Esculturas del Cementerio Patrimonial de Guayaquil

Existieron muchos pintores importantes de esta región. Empezando por Manuel Rendón Seminario quien fue un maestro pintor ecuatoriano y que además es considerado como el responsable de traer el Constructivismo a Latinoamérica. Esto junto al pintor Joaquín Torres García. Fue importante su influencia en las artes plásticas de Ecuador puesto que a partir de la obra de Rendón Seminario nació una nueva tendencia que tendrá muchos seguidores y posteriormente se llamarán el grupo VAN. Esto se debe a que el arte de Rendón representaba una alternativa a la estética dominante de los andes. Esto permitió aglutinar a artistas principal pero no exclusivamente de la región costa, frente al expresionismo tan común en el arte defendido y difundido por los artistas andinos. Continuando con esta tendencia, la pintora Araceli Gilbert, quien fuera considerada como "la madre de la pintura formalista abstracta en el Ecuador" destacaría como artista figurativa. Tuvo éxito en las expocisiones internacionales de su arte y su obra fue influyente además en el Ecuador. Especialmente alrededor de la obra de Tábara. En definitiva las pinturas de Gilbert serían presentados en Estados Unidos y Europa, durante su vida, convirtiéndose en una importante representante de Ecuador ante el resto del mundo. Además participaría en la Anti-bienal Español Americana que sería organizada por Picasso y también expondría sus cuadros en el Salon des réalités nouvelles. Por último, Enrique Tábara, influenciado por el movimiento constructivista así como por el informalismo español, desarrolló su obra alrededor de lo que llamó constructivismo geométrico. Incluye pintura de caligrafías repetitivas, que conecta con la geometría precolombinas. Sería el líder del grupoVAN que se opondría al realismo social hegemónico de ese tiempo.

### Cultura y Economía

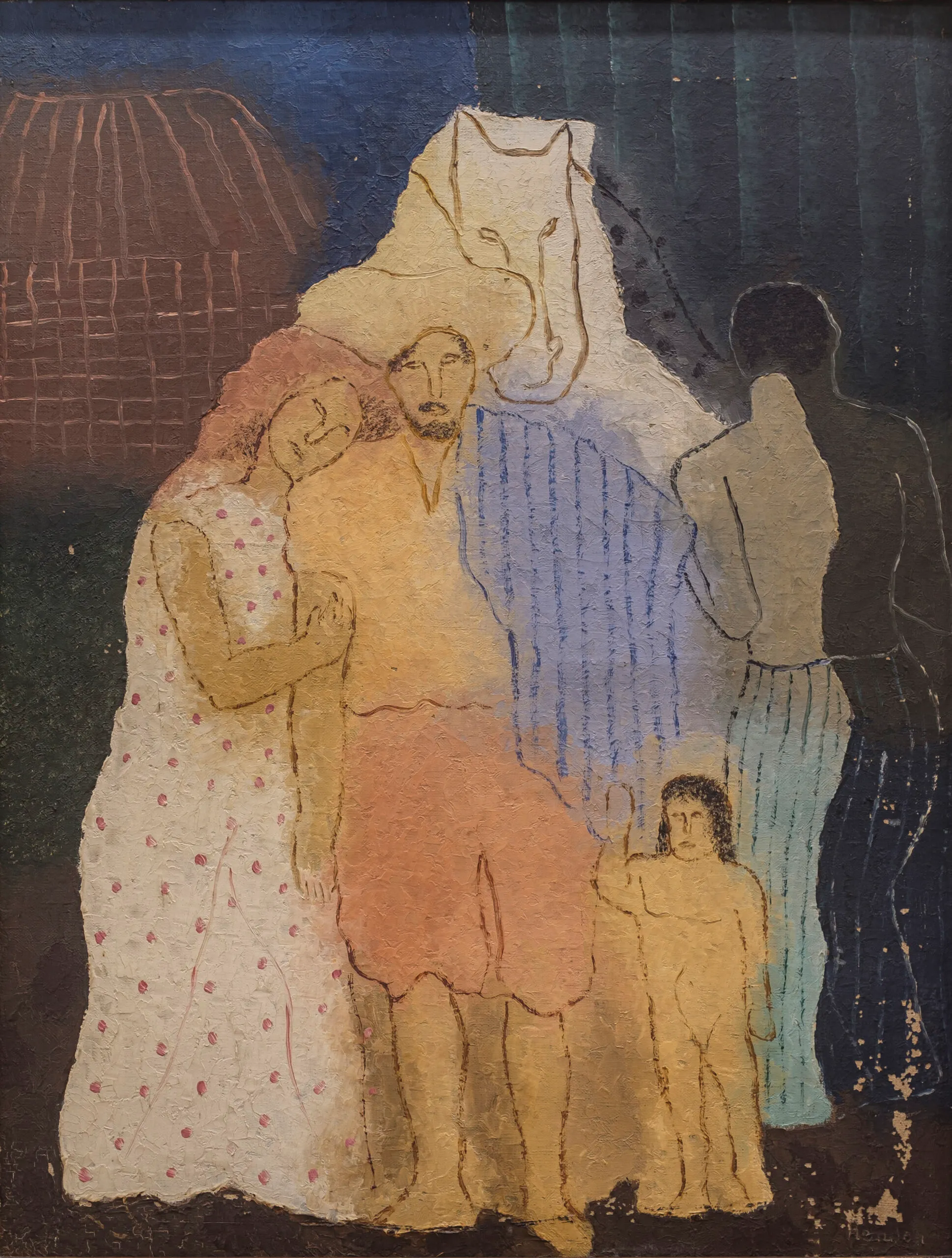
Familia montuvia por Manuel Rendón

Al ser el puerto natural del litoral su conexión con el core de la sierra, zona 1, fue importante la construcción del Camino Real. Este sin embargo tenía deficiencias puesto que en la época invernal no podía ser utilizado debido a las inundaciones. Por esta razón siempre se consideró como alternativa crear un puerto en la zona 5, con el Río Esmeraldas, lo que creaba conflicto y oposición de Guayaquil, no solo a la creación del puerto sino al Camino a Esmeraldas. Esta dinámica persiste hasta la actualidad y es la base de las diferencias regionales entre Quito y Guayaquil. Al ser el puerto natural del litoral su conexión con el core de la sierra, zona 1, fue importante la construcción del Camino Real. Este sin embargo tenía deficiencias puesto que en la época invernal no podía ser utilizado debido a las inundaciones. Por esta razón siempre se consideró como alternativa crear un puerto en la zona 5, con el Río Esmeraldas, lo que creaba conflicto y oposición de Guayaquil, no solo a la creación del puerto sino al Camino a Esmeraldas. Esta dinámica persiste hasta la actualidad y es la base de las diferencias regionales entre Quito y Guayaquil. Al tener poca población indígena esta región desarrolló una cultura montuvia rápidamente. Desde la colonia existían los elementos característicos de esta como el amorfino o los bailes de salón y bailes de candil. Esta cultura se desarrolló alrededor de la actividad agrícola, los astilleros y la cultura porteña de la ciudad de Guayaquil. En el siglo XX se consolidó la cultura montuvia como los campesinos de Ecuador. Además a través de la ganadería una cultura vaquera, similar a los llaneros de Colombia y Venezuela. Alrededor de los montuvios existe una gastronomía, literatura, música y cultura popular que es exclusiva de Ecuador, ya que los andes y la región 5, comparten cultura con Perú y Colombia respectivamente. 

### Literatura

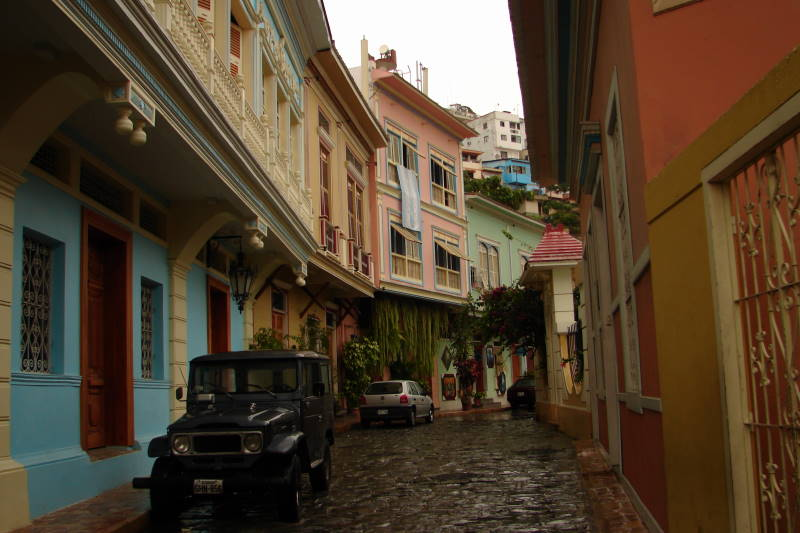
Barrio Las Peñas, Guayaquil

Esta región también se caracteriza por tener escritores abundantes. Además sirvió de puente entre las coplas campesinas que se conocían como amorfinos y los poemas que se desarrollaron en las ciudades y posteriormente serían musicalizados, consolidando así el género musical nacional de Ecuador, el pasillo. Uno de los autores más importantes al respecto fue Medardo Ángel Silva quien tenía orígenes montuvios y con su familia creció en la ciudad de Guayaquil. Uno de sus poemas, El Alma en los labios, sería musicalizado y se convirtió en uno de los pasillos tradicionales de Ecuador. Por otro lado dentro de los escritores destacados de esta región se encuentran primero los miembros del grupo de Guayaquil: José de la Cuadra, Joaquín Gallegos Lara Demetrio Aguilera Malta, Alfredo Pareja Diez-Canseco. A esto complementan escritores como Jorge Velasco Mackenzie, Mónica Ojeda, Solange Rodríguez. La literatura siempre fue importante aquí, cuna del primer poeta de Ecuador, Antonio de Bastidas y también del mayor poeta de la colonia Juan Bautista Aguirre. Siguiendo en esta tradición José Joaquín de Olmedo dedicaría poemas a la independencia, siendo el más importante Canto a Bolívar. 

## Región 3: Sierra Sur y Cordillera del Cóndor

### Geografía

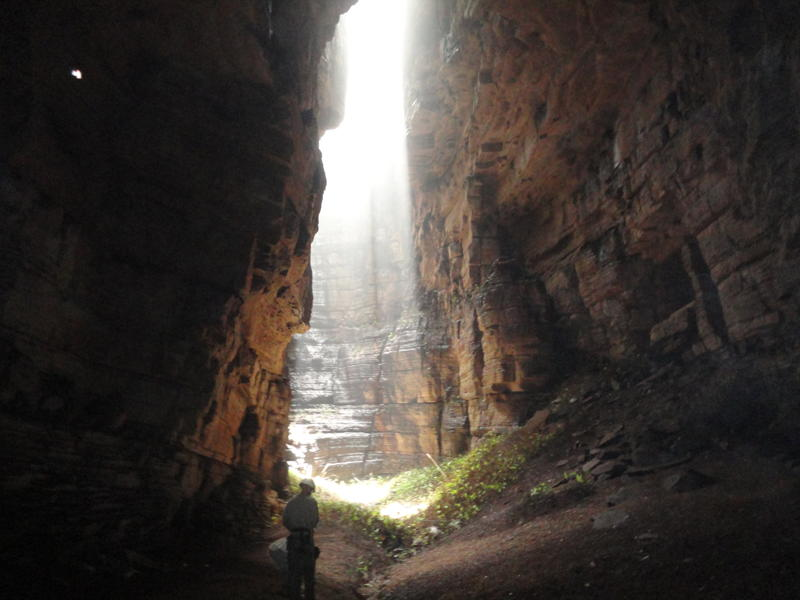
Cueva de los Tayos destino de varias expediciones famosas para explorar antiguas leyendas ecuatorianas

Los andes en esta región se diferencian del resto ya que no solo existe la cordillera occidental y oriental que corren en paralelo sino adicionalmente está la cordillera del cóndor. Esto hace que la relación con la amazonía esté un poco más distante. Más aún, al estar cercados por el golfo de Guayaquil, su salida al océano pacífico dependía de sus relaciones con la zona 2, que controlaba el Río Guayas y el Golfo. Otra alternativa era la comunicación con Perú a través del puerto de Paíta y la ciudad de Piura. Por todas estas razones, así como el largo conflicto limítrofe con Perú, esta región desarrollaría su propia identidad que la diferenciaría de los andes del centro norte. Poco a poco, sin embargo, a partir del mejoramiento de la infraestructura de Ecuador, se ha logrado disminuir el aislamiento y mejorado la cohesión social con el resto de los andes y con el litoral ecuatoriano. 

### Cultura precolombina
En esta zona existieron los Paltas y los Cañaris, ambos fueron conquistados inicialmente por los incas. En esta zona se desarrolló la cultura Inca por cerca de 50 años. A diferencia de la zona 1 que por las guerras no logró consolidarse. Por esta razón aquí está la única ruina incaíca que no tiene carácter militar, Ingapirca. Además al ser el epicentro de la guerra civil incaica, la población indígena fue diezmada, lo que hizo que se pierda poco a poco, creando una cultura mestiza mucho más rápidamente. Uno de los atractivos más importantes de esta región es la cueva de los Tayos. En este lugar según las exploraciones del padre Crespi, se desarrollaron posiblemente antiguas culturas que habitaban esta cueva. Alrededor de esta historia existen abundantes leyendas que han aumentado la curiosidad por esta cueva y en consecuencia es visitada con mucha frecuencia, especialmente por turistas extranjeros. 

### Cultura y tradiciones

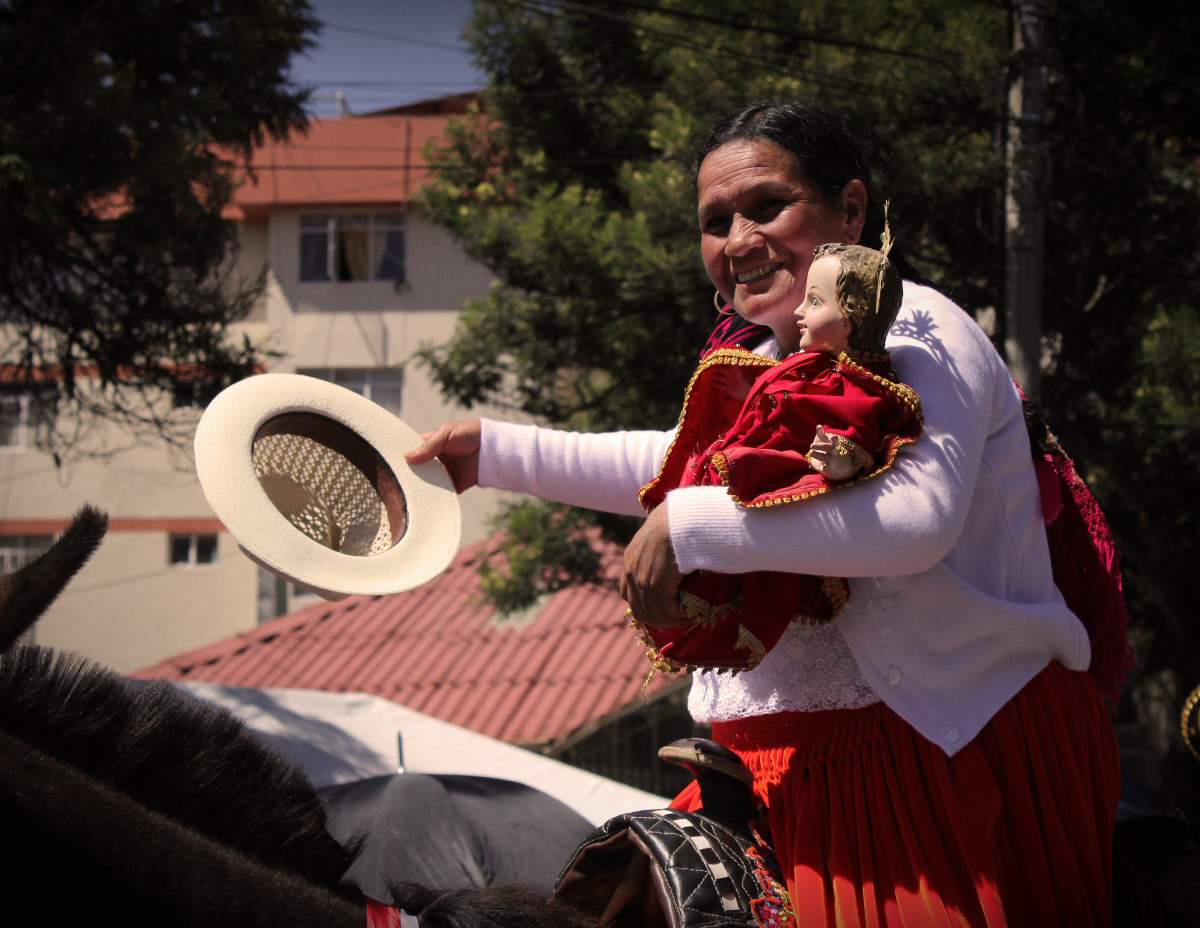
Chola cuencana con una reproducción de la imagen del Niño Viajero.

Con el tiempo se empezó a llevar a cabo un proceso de mestizaje mucho más rápido que en el de la región 1. Por esta razón la cultura tradicional en la ciudad de Cuenca se lo trató a través de la figura de la "chola cuencana" que no necesariamente se refiere a una mujer indígena. Esto ocurrió porque durante la época colonial las mujeres tuvieron una mayor participación en el proceso de mestizaje y la indumentaria fue un elemento importante dentro de ese proceso y se eligió indumentaria que se usaba de forma indistinta blancas y mestizas, cuyos orígenes pueden ser tanto americanos como europeos, entre ellos las faldas que en el estilo específico que se usan hasta hoy datan del siglo XVIII.Por otro, lado en el resto de ciudades ni siquiera se creó una figura similar, por ejemplo en Zaruma, Loja o Zamora no existe un arquetipo de un campesino de manera articulada y con una identidad fuerte, como serían los montuvios del litoral, o los chagras de la sierra centro norte. La poca población indígena hizo que no sean identificados con una población indígena en específico, aunque existe una pequeña comunidad de Saraguros con una población estimada de 30 mil personas. 

### Cultura y economía

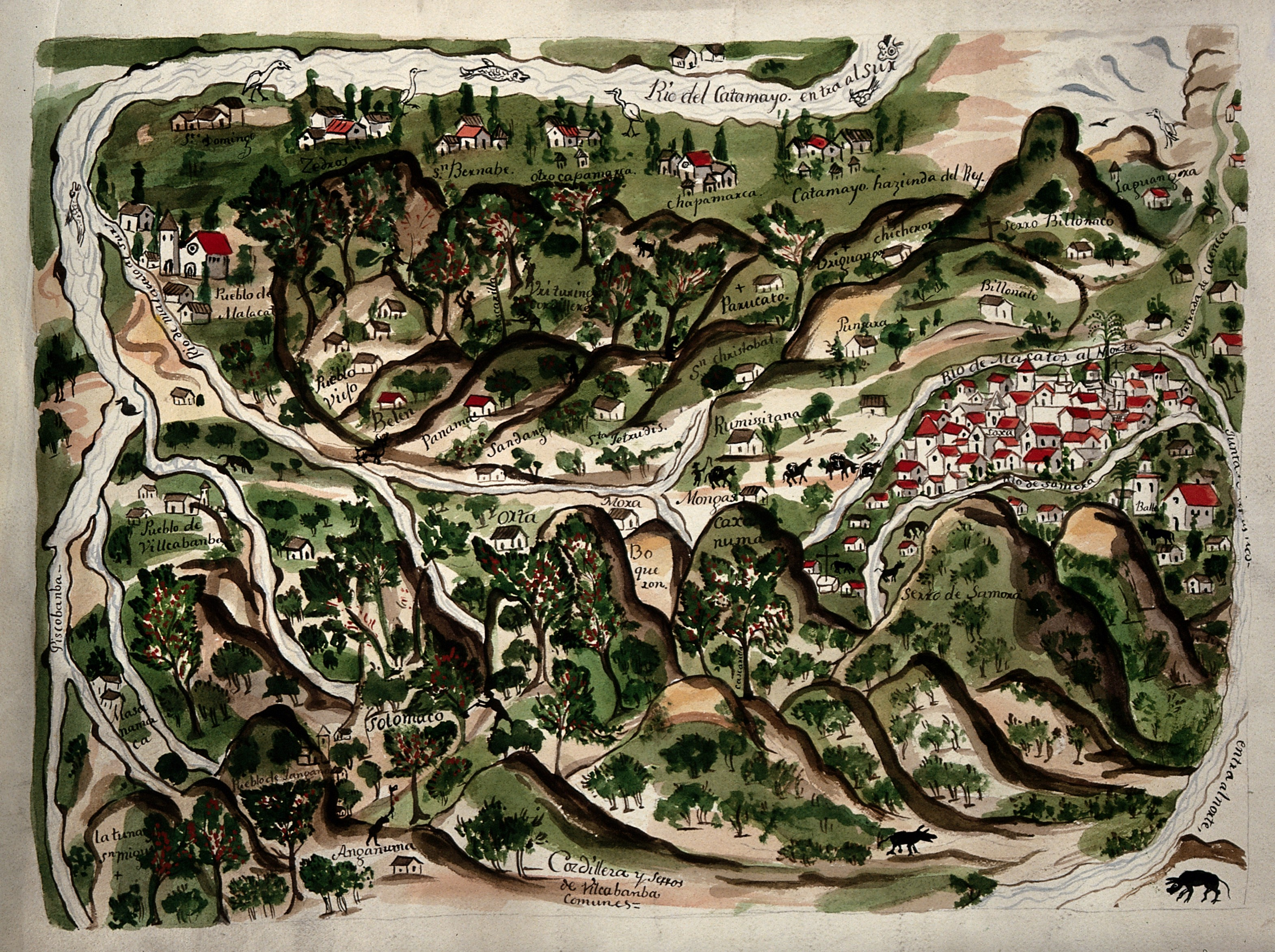
Mapa de Loja y sus alrededores

A diferencia de la sierra centro norte, acá no se desarrollaron obrajes ni los hacendados tenían títulos nobiliarios. La forma de trabajo era distinta y se especializaron en el comercio de la quinina, también conocido como la cascarilla. Esto hizo que su cultura y relación con el campo sea muy diferente y tenga un carácter más horizontal que en la sierra centro y norte. Además los andes en el austro tienen valles más bajos lo que incentiva la producción de otros productos como el café. En esta zona la minería tuvo un desarrollo temprano aunque pequeño en la ciudad de Zaruma. Hasta hoy existe esta actividad y las principales minas a cielo abierto se encuentran acá. Esto ha hecho que existan movimientos en contra de la minería y a favor de la protección del agua que se ve amenazada por estas actividades. Además de esto, el comercio con la cascarilla hizo de esta región un lugar mucho más comercial que obrajero como sucedió en la zona 1. Los mineros se dedicaron a trabajar la tierra y conformaron sociedades similares a las que había en Andalucía y los Balcanes. Esta forma de contrato se conoce como "arrimazgo" y consistía en que el propietario de una hacienda entregara a sus trabajadores una cantidad de tierra para que la trabajen a cambio el trabajador (o arrimado) hacía producir el resto de la propiedad del hacendado y cuidaba el ganado. Esto es distinto de los huasipungos que caracterizaron el norte de Ecuador. Por otro lado, dentro de las costumbre que se recogen, se encuentra la preparación de los "cemas" o "semas" que son panes sin levadura que es testimonio de la influencia que tuvieron los judíos sefarditas en esta región.

### Música

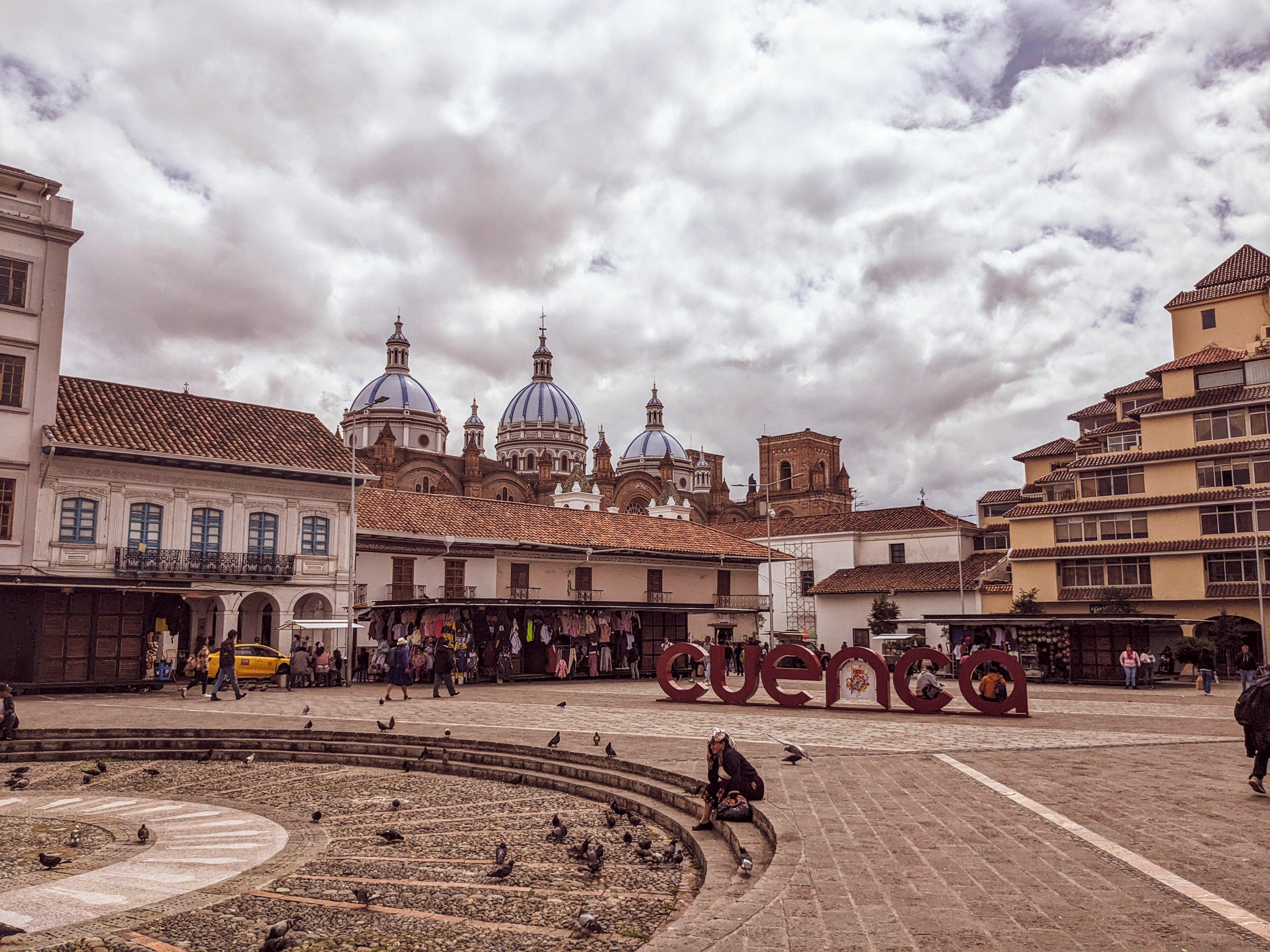
Plaza San Francisco en Cuenca

La música tuvo un desarrollo temprano en esta región. En el siglo XVIII la catedral vieja de Cuenca fue el lugar donde se desarrollaría el "Tono del niño" un género musical que sería más adelante conocido como "Guamán". Su estructura es ABA en donde se intermedia el tema con un pasacalle (que corresponde a la "B" en la estructura). El pasacalle es un género musical español que fue muy popular del siglo XVIII, y que tiene versos en castellano. Según Miguel P. Juárez estos se podían llevar a cabo de la siguiente manera:
1. Guamán I - Meditación corresponde al estilo de ritmo libre ejecutado en solo en el órgano.
2. Tono de Guamán II - Forma A-B-A-Alternando un Pasacalle en tiempo ternario.
3. Guamán o Tono de Oración III - Forma A-B-A- Alternando un Pasacalle en tiempo binario.

El pasacalle en la música de Ecuador ha tenido una influencia muy importante. Fue junto con el pasillo uno de los géneros musicales preferidos durante la composición, debido a la gran influencia que tuvo la música clásica en Ecuador. Sería a través de estos composoitores clásicos que se harían los pasillos para cada región del país, así como los pasacalles que servirían para poder bailar por su tempo más rápido. Fue pues, en la catedral de Cuenca donde se desarrollaría la composición musical de este género y que junto con la letra que sería en general de inspiración literaria desde cada región de Ecuador que se conformaría el género musical como lo conocemos ahora. En esta región, la música andina también se ha desarrollado con géneros como el capishca. Asimismo, Loja ha sido considerada como cuna de músicos de Ecuador y tiene una cultura en la que es común la interpretación de varios instrumentos en los vecinos de la ciudad. 

### Literatura

Obras completas de César Dávila Andrade (1984). La portada incluye un retrato del autor pintado por Oswaldo Guayasamín. El interior contiene ilustraciones de Eduardo Kingman.

El austro del Ecuador, como se conoce a esta zona es un lugar culturalmente muy rico. Cuenca ha sido llamada la Atenas de Ecuador por esta razón, debido a la cantidad de autores importantes que dio en el siglo XIX: Vicente Solano, Hermano Miguel, Julio María Matovelle, Remigio Crespo Toral, entre otros. A este último lo coronarían como el poeta nacional de Ecuador en una ceremonia nacional que reconocería su amplia trayectoria y su obra prolífica tanto en prosa como en verso que fue después editada en un total de 12 tomos de sus obras completas.
Además es la ciudad natal de César Dávila Andrade, uno de los mayores poetas de Ecuador que destacaría tanto en la poesía, el cuento y los ensayos. Sería reconocido por la crítica literaria en la segunda mitad del siglo XX, en específico por Jorge Enrique Adoum y Miguel Donoso Pareja. 
Por su parte Loja fue importante gracias a autores como Benjamín Carrión, quien fundaría la Casa de la Cultura Ecuatoriana, siendo uno de los más importantes ensayistas del siglo pasado de Ecuador. Además destacaría Pío Jaramillo Alvarado, Pablo Palacio, Miguel Riofrío y Ángel Felicísimo Rojas, Eliécer Cárdenas. 

## Región 4: Río Portoviejo y Río Chone

### Geografía

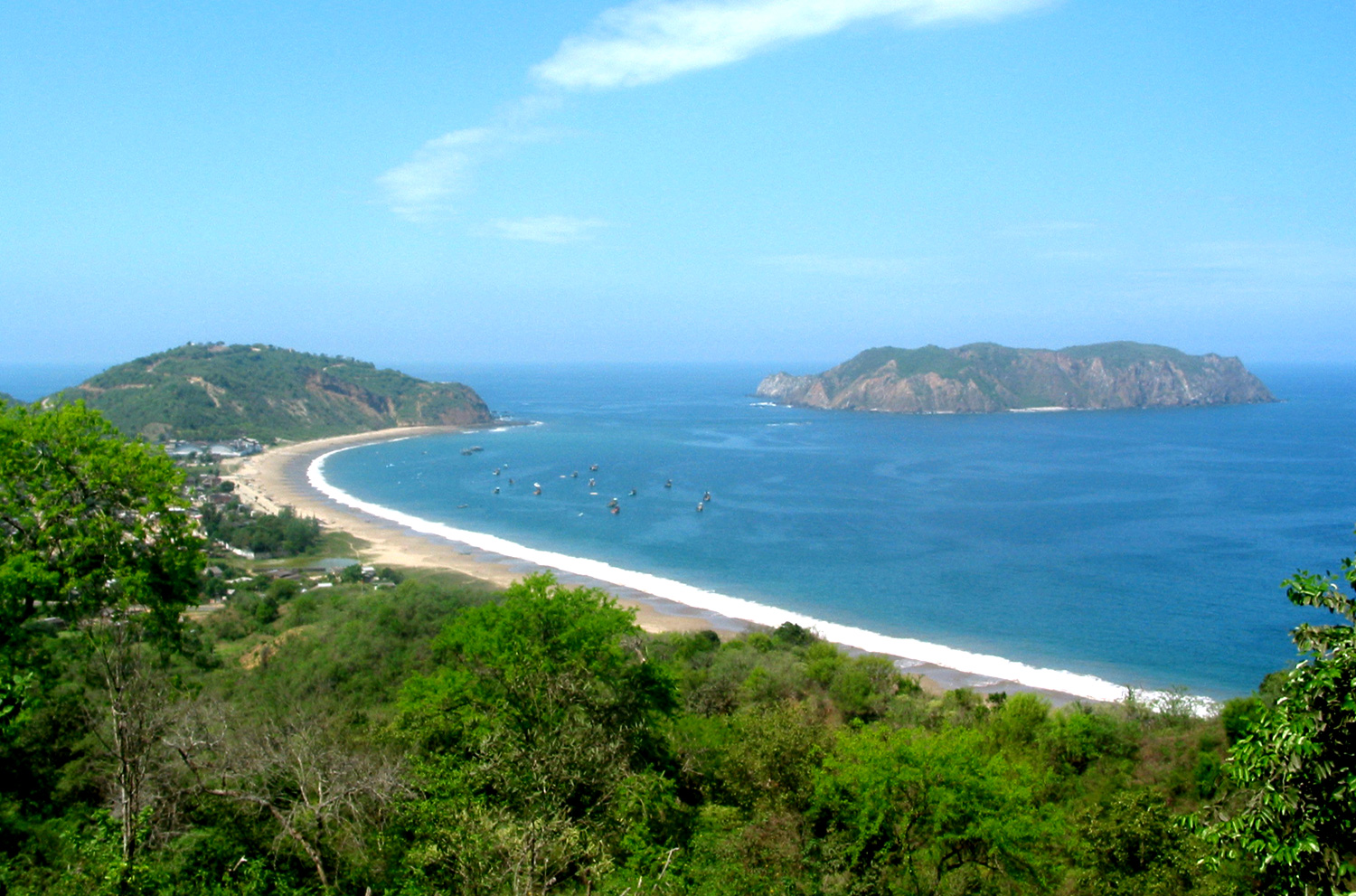
Parque nacional Machalilla, una de las áreas protegidas más extensas de la costa ecuatoriana y tiene la única área marina protegida del Ecuador continental

La mayoría de la población en esta región se encuentra alrededor de estos dos ríos. En el primer caso se extendió hasta la bahía de Manta. Sin embargo, al carecer de grandes ríos navegables como las otras dos regiones del litoral, esta región vivió mucho más aislada del resto, lo que hizo que desarrolle una cultura propia y una identidad fuerte. Esta región coincide con una provincia, la de Manabí y es común que sus ciudadanos se identifiquen como "manabas" algo que no es común en otra provincias. Además, está conformada por pequeños cerros, donde se acentaron poblaciones y se fue formando la cultura montuvia propia de esta provincia. Cuenta además con una de las playas más visitadas de Ecuador, alrededor del Parque nacional Machalilla que es el único parque nacional que cuenta con un área marina protegida en el Ecuador continental, estando la otra en las Islas Galápagos. Dentro de las playas relevantes se encuentran Los Frailes, Salango, Isla de La Plata, Punta Murciélago, Punta Blanca, Punta Mirador, Cerro Montecristi y Punta La Llorona

### Cultura precolombina
Los habitantes característicos de la región eran los manteños. Se caracterizaban por ser buenos marineros y tener una conexión fuerte con las culturas mesoamericanas, que visitaban frecuentemente. Desarrollaron la balsa manteña y usaban las corrientes del mar para poder navegar por toda la costa del Pacífico. Rivalizaban y formaban alianzas con los Guancavilcas. Anterior a ellos se desarrolló la cultura Jama-Coaque que hizo cerámicas con alta influencia mesoamericana. A partir de esto, se empezaría a desarrollar la gastronomía de esta región que se basa en el uso del horno manabita.

### Cultura montuvia

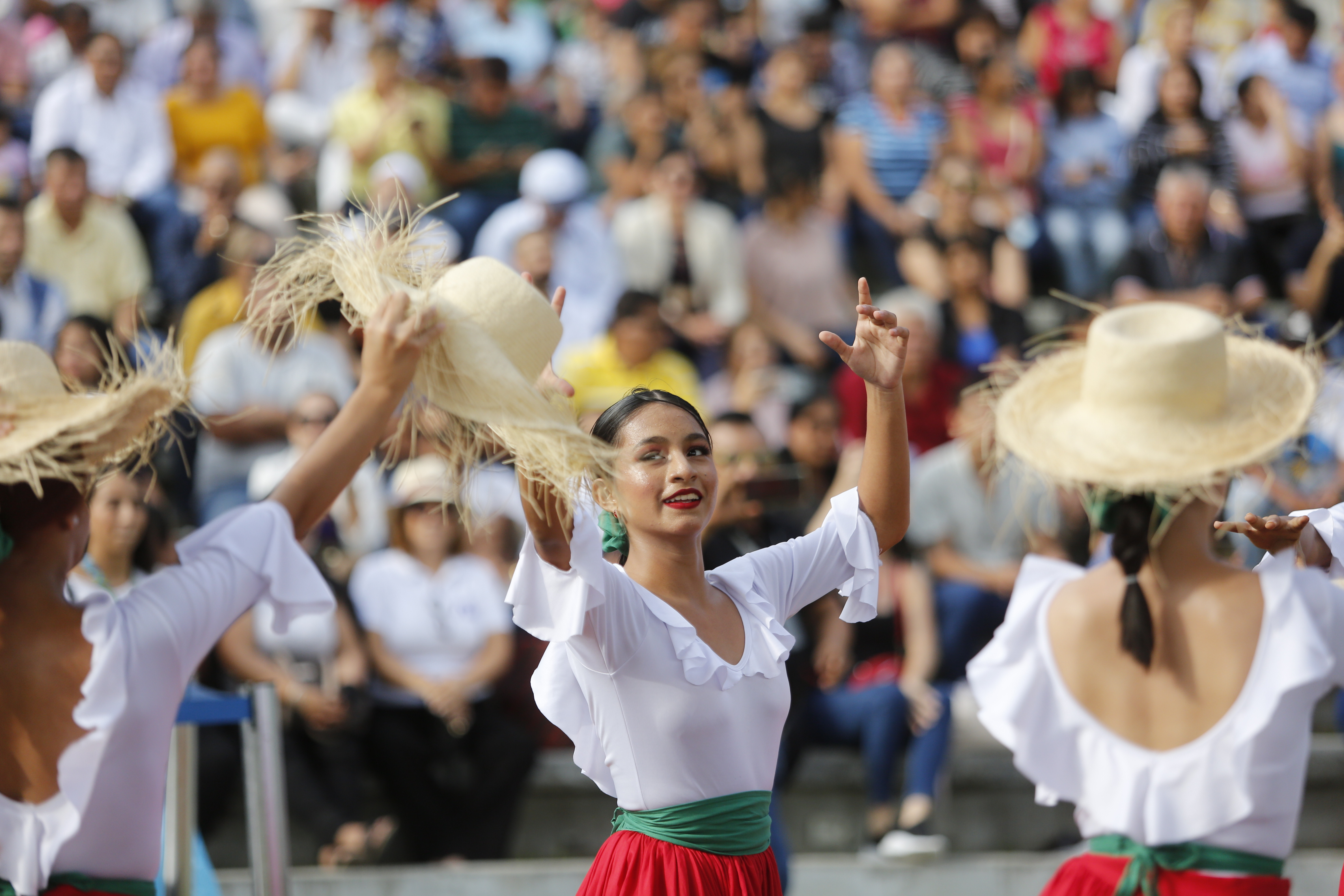
Manabitas danzando un amorfino con sombreros de paja toquilla

Esta región comparte la cultura montuvia con la región 2. Según lo definió José de la Cuadra: "Podríamos decir que la zona montuvia es aquella regada por los largos ríos litorales y sus inextricables afluentes." A esto añadía que "Se incluyen en ella las zonas montañosas de transición y se excluyen los terrenos áridos de la ribera del mar y de los pequeños desiertos interiores, arcillosos o arenosos, por lo común ubicados en las proximidades de los esteros salados." Es decir, sus dos ríos además de los cerros característicos de Manabí fueron el lugar donde se desarrolló la cultura montuvia y complementó a la que se venía desarrollando en la cuenca del río Guayas. Una de las principales diferencias entre ambos es que en la cuenca del Guayas se desarrolló una cultura más dedicada al ganado por lo que el rodeo montuvio cobró muchísima importancia. En cambio en Manabí tradiciones como el chigualo o el amorfino tuvieron más arraigo.

### Cultura y economía
A diferencia de las demás regiones, la pesca juega un papel preponderante en esta región, debido a lo corto de sus ríos, lo que hace que las sequías sean frecuentes y las cosechas corran peligro. Desarrollaron históricamente una economía de manera autónoma debido a su aislamiento del resto de regiones ya que el camino real no cruzaba por estas poblaciones. Manabí representa el 15,84% de la superficie de labor agrícola a nivel nacional. El plátano es su cultivo de mayor producción de la provincia. Se debe trabajar en industrializar el agro ya que al momento sus recursos no están siendo aprovechados al máximo. Específicamente esto se debe a la falta de tecnificación o industrialización del suelo. Pero si se mejorara esto se podría tener varias cosechas al año y mejorar la productividad general.

### Música

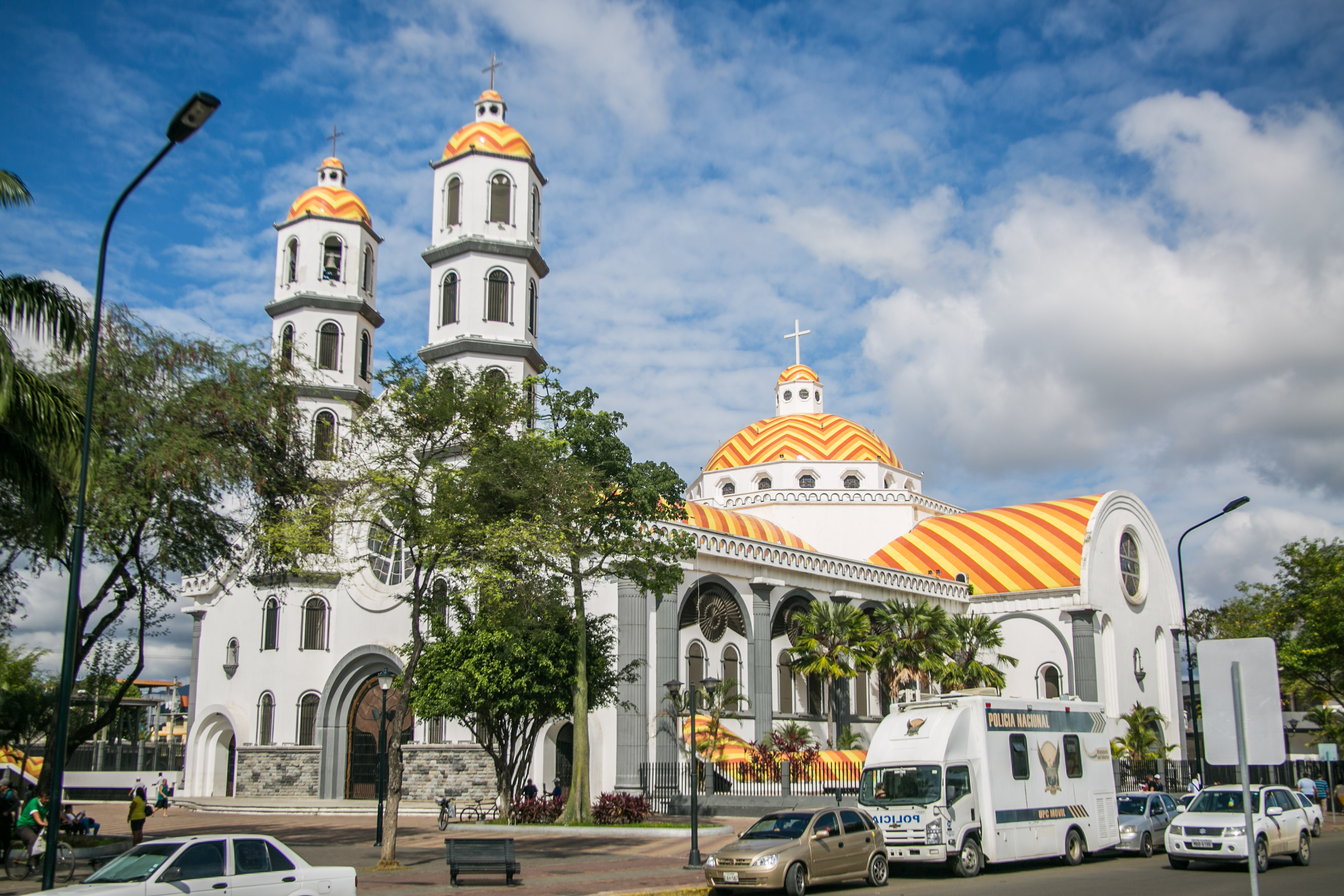
Catedral de Portoviejo

La música en Manabí comparte rasgos con la música del litoral, específicamente de la que se desarrolla alrededor de la cuenca del río guayas, la región 2. Esto quiere decir, una influencia muy fuerte de la música europea y la popularización en el siglo XIX de contradanzas europeas. Además del amorfino, acá es muy popular el alza, el galope, la polca montuvia, el moño montuvio.
Sin embargo de especial mención es el Chigualo. Esta es la celebración manabita tradicional por excelencia que se lleva a cabo en navidad. Esto incluye bailes de navidad, juego de rueda y versos de rueda. Para ello se hace uso de los instrumentos típicos de esta región como son la tambora de cuero de saíno, la flauta de caña guadua conocida como flauta montuvia, el güiro de mate (árbol de la región) y en ocasiones las maracas.

### Arte
Respecto al arte, es importante destacar el trabajo de José Pozo Tobar, quien fuera un reconocido artista plástico, que se especializaría en murales y pintura, así como la escultura. De igual forma se debe destacar a Francisco Velásquez Zambrano quien ha sido un importante pintor y ha hecho exposiciones en  prestigiosas salas madrileñas como La Casa de América, distrito del Retiro (donde se junta su obra con la de maestros como Enrique Tábara o Carlos del Toro). En ese mismo país logró ser elegido para poder participar en la gran exposición en el centro de convenciones Ifema de Madrid (donde representa al Ecuador.

### Gastronomía

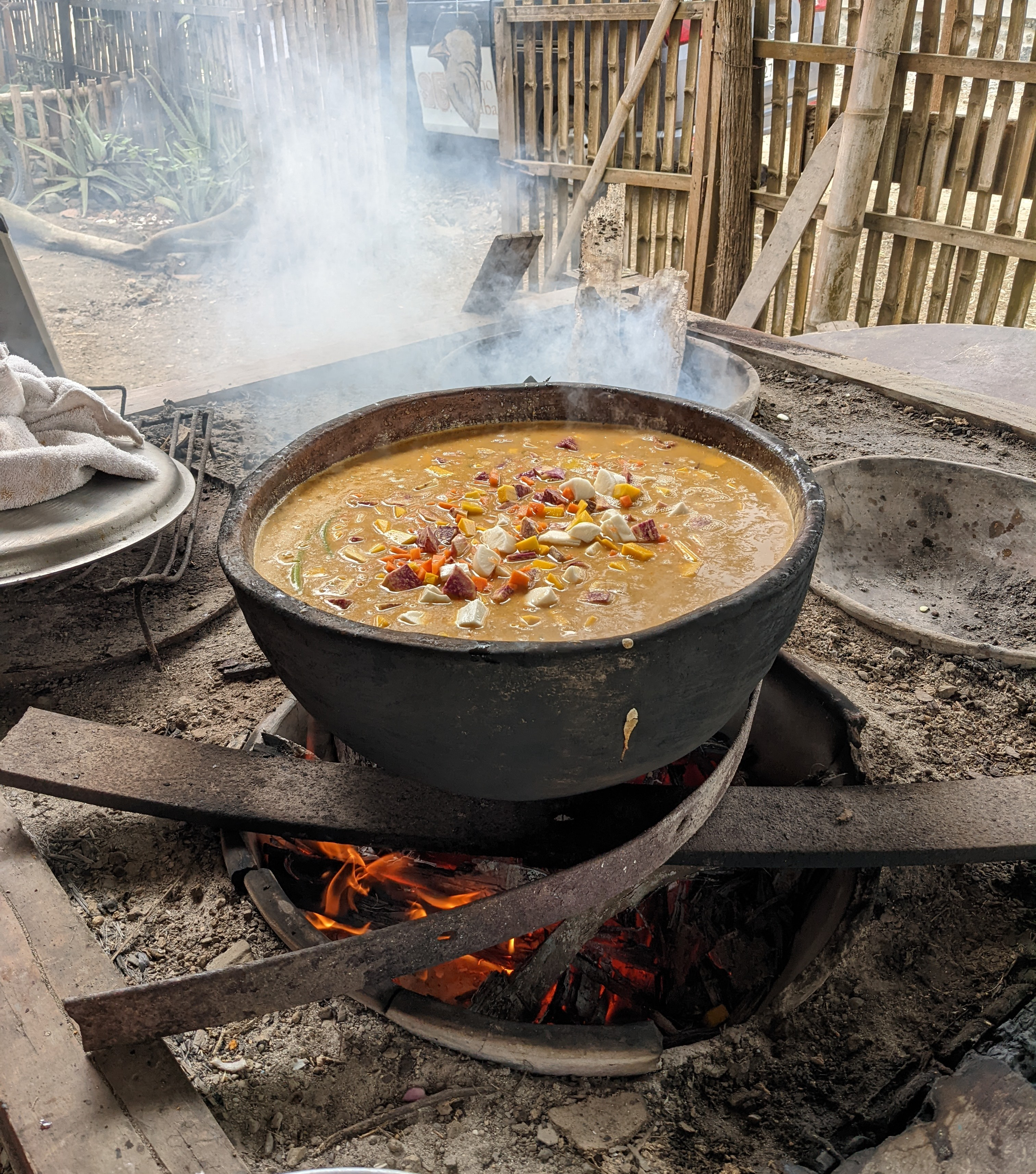
Viche en horno manabita

La gastronomía de Manabí conocida como cocina tradicional manabita es una serie de platos y técnicas culinarias de la provincia homónima. Es el resultado de las tradiciones del pueblo montuvio y cholo del campo del litoral ecuatoriano y gira en torno a la actividad económica de esta región tanto en la parte agropecuaria como pesca, así como también las tradiciones ancestrales que se remontan a etapas precolombinas, como es el caso del horno manabita. Fue declarado el 18 de octubre de 2018 como Patrimonio Cultural Inmaterial de Ecuador.Los platos incluyen: Bollo de pescado, Caldo de torrejas, Caña manaba, Ceviche de spondylus, Ceviche mixto, Cocadas blancas, Corviche, Dulces de Rocafuerte. Hornado manaba, Maduro lampreado, Maní quebrado, Mazamorra choneña, Muchines, Natilla, Salprieta, Seco de gallina criolla, Tonga, Viche.

### Literatura
En general, esta región se ha caracterizado por ser también cuna de pensadores y autores que buscaban conservar los valores culturales. Gracias a esto se desarrollaron muchos escritores y además se cultivó el amorfino, es decir coplas orales que se declamaban de manera improcisada. En concreto, en esta región se han desarrollado escritores como José María Egas, Hugo Mayo, Vicente Amador Flor, Wilfrido Loor, Dumas Mora y Raúl Vallejo. Vicente Amador fue un importante poeta y el parque central de la ciudad de Portoviejo decidió llevar su nombre para honrar su memoria. Por otra parte, Wilfrido Loor fue un reconocido historiador garciano y conservador militante que dedicó su vida a investigar su provincia, la Revolución Liberal y a Eloy Alfaro. Uno de los escritores más importantes es sin duda Horacio Hidrovo Peñaherrera quien sería hijo de Horacio Hidrovo Velásquez, otro escritor importante para la región. Destacaría por lo prolífico de su obra y dentro de sus composiciones más importantes estarían "La maravillosa sensación de vivir" y "La Montaña". Por su parte, Dumas Mora fue un destacado folclorista que escribió varios amorfinos y contribuyó a mantener viva la tradición oral del pueblo montuvio. En la actualidad, destaca Raúl Vallejo, reconocido escritor que ha ganado premios internacionales como sl Premio Real Academia Española y del Premio José Lezama Lima.

## Región 5: Río Esmeraldas y Río Cayapas

### Geografía

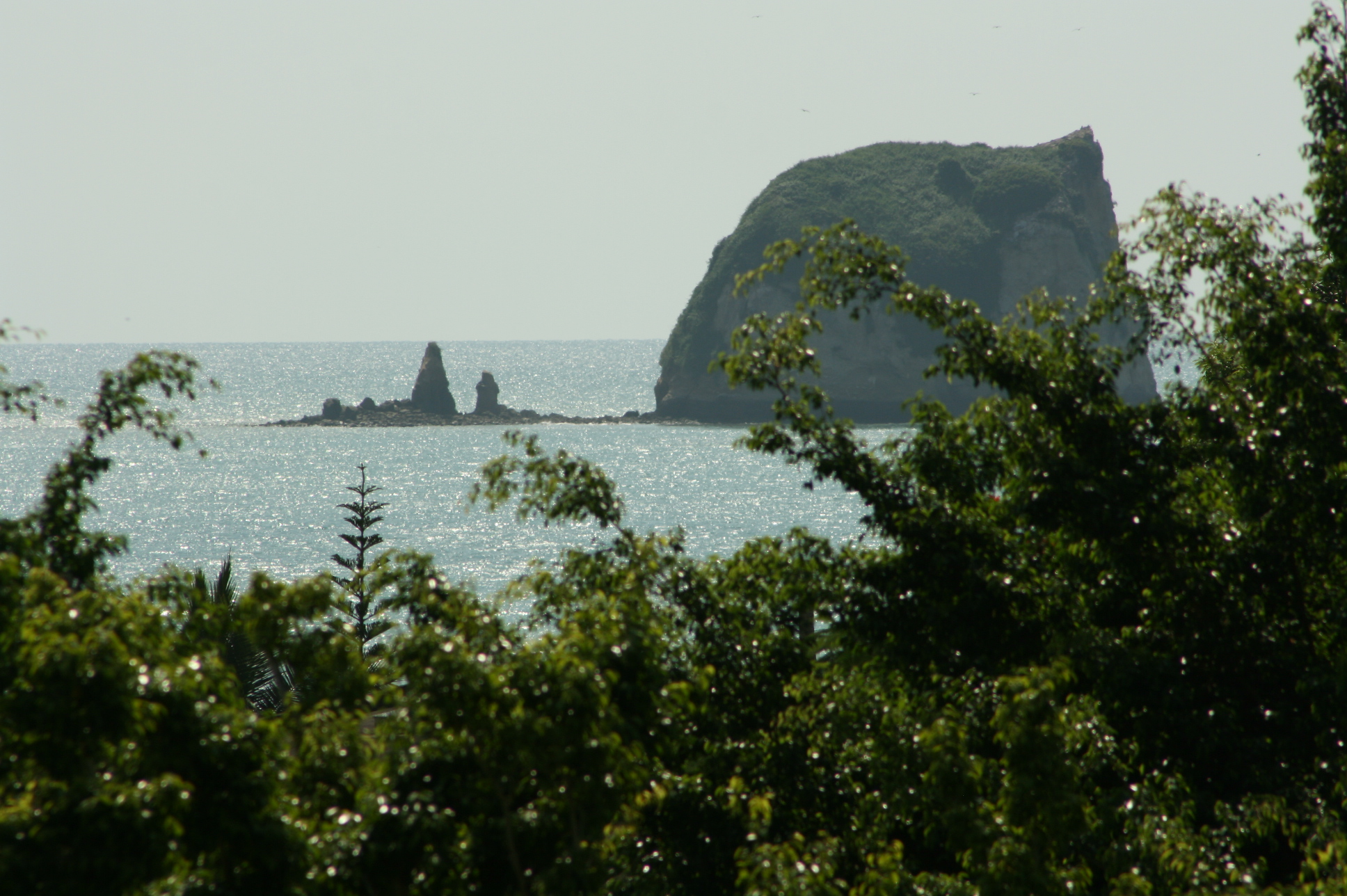
Peñón de Súa que remata la ensenada de Atacames, una de las más grandes de Ecuador

El río Esmeraldas, es después del Guayas el más importante de litoral Ecuatoriano. Su cuenca se conecta con la hoya del río Guayllabamba, lo que le conectó históricamente con la ciudad de Quito. Es considerada la provincia verde porque su abundante vegetación es producto de que comparte el bioma con el chocó del pacífico colombiano. Este se adentra incluso en los andes creando el chocó andino, donde se encuentra la ciudad de Santo Domingo de los Colorados. Más al norte está el río Cayapas y tiene una situación similar al esmeraldas, pero esta vez con la ciudad de Ibarra. Esta fue creada con el fin de poder tomar control sobre esta región del litoral. Al final del río Cayapas se encuentra la ciudad de San Lorenzo.  
Por otra parte, la provincia de Santo Domingo también se incluye en esta región puesto que comparte geografía al ser una extensión de una de la zonas con mayor pluviosidad de Ecuador: el Chocó biogeográfico. Específicamente está ubicado en las subcuencas de los ríos Blanco, Daule y Vinces conformadas por los por los ríos Pove, Code, Verde, Pupusa, Chiguilpe. Esto a su vez crea los esteros Chila Chico, Grande y Peripa, los cuales atraviesan la ciudad de este a oeste. 

### Cultura precolombina

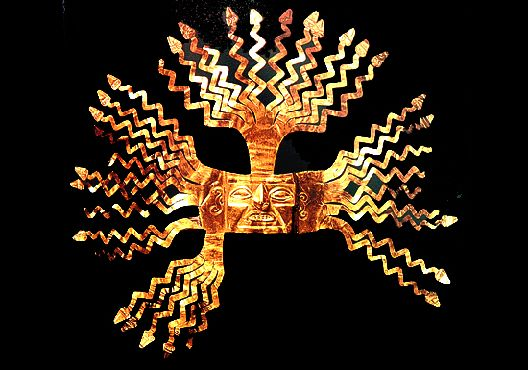
Sol de oro de la cultura Tolita

Aquí se desarrolló la cultura Tumaco - La Tolita, de donde presumiblemente viene el famoso Sol de Oro, que ahora es símbolo del Banco Central del Ecuador. Además en esta selva se desarrolló la cultura Yumbo, que después huyeron al otro extremo de la cordillera según restos arqueológicos. Además la cultura Cayapa, muchas veces llamada Chachi es propia de esta zona. Pertenecen a la familia lingüística barbacoana que hablan el idioma cha'palaa o cha'palaachi. Esto les emparenta a los tsáchilas, conocidos como colorados y también con los indígenas éperas. En esta zona se encuentran los tres únicos grupos amerindios prehispánicos que han sobrevivido en el área costera ecuatoriana. En honor a los tsáchilas se creó la provincia de Santo Domingo de los Tsáchilas. Asimismo existe una Reserva natural llamada Cotacachi Cayapas, en honor a los Chachis (Cayapas) y que tiene como objetivo proteger este bosque húmedo tropical que forma parte del Chocó.

### Cultura afro y mestiza
Los afroecuatorianos son los descendientes de los sobrevivientes de buques negreros encallados con esclavos que se convirtieron en cimarrones y se concentraron en la costa norte de Ecuador durante siglo XVII y el siglo XVIII. Fruto de esto obtuvieron su libertad y organizaron sus propias comunidades al margen de los indígenas y de los colonizadores españoles. Muchas veces lograron alianzas con los indígenas y se mestizaron, convirtiéndose en Zambos. Por esta razón se le denominó el "Reino Zambo de Esmeraldas" o también la "República de los Zambos". Al igual que existían "Repúblicas de indios" y "República de blancos". Otro porcentaje importante, provienen de esclavos llegados en el siglo XVIII desde haciendas en Colombia, la costa y la sierra, que obtuvieron la libertad luego de la década de 1860. Esto se debe a que la esclavitud en la Real Audiencia de Quito cambió durante el siglo XVIII a partir de la expulsión de los jesuitas y hubo muchos proyectos para el desarrollo minero que buscaba trabajadores forzados. Ambos grupos, libertos de Esmeraldas y esclavos en el resto del país, normalmente provenían de los pueblos de África occidental, y tienen apellidos españoles provenientes de sus antiguos amos o apellidos propiamente africanos aunque hispanizados.

### Cosmovisión afroecuatoriana
En la cultura afroecuatoriana, se mantienen las leyendas del Duende, la Tunda, el Riviel, la Gualgura, Patacoré o el Bambero, entre otros, que son parte de las creencias afroecuatorianas. La invención de estos mitos se transmite oralmente por medio de las composiciones musicales, décimas y poemas del pueblo afro. Las tradiciones se mantienen vivas y los padres inculcan a sus hijos el temor a la Tunda, y les dicen que se lo puede llevar si se portan mal. 
- El Riviel es el espíritu de un muerto que viaja en una canoa, para asustar a los pescadores.
- La Gualgura, es una especie de pollo pequeño que se crece hasta un metro, cuando se les aparece a sus víctimas, para atacarlos a picotazos.
- El Patacoré es el diablo, el cual se viste de paisano: sombrero, botas y pañuelo y está presente en todos los bailes de marimba. Bebe aguardiente y sopla este licor con un polvo mágico para aturdir a sus bailadores, quienes inmediatamente caen ebrios, mientras las mujeres continúan bailando.
- El Bambero, es un personaje delgado y de baja estatura que habita en las zonas de manglares y se moviliza sobre una tatabra.
- La Tunda, es una hermosa mujer afro con rasgos indígenas, tiene un pie humano y otro de cabra y es multifacética, por lo cual adopta diversas formas. Deambula por los ríos y recodos, donde la Tunda pesca el camarón para cocinarlo en sus nalgas y darles de comer a sus víctimas y neutralizarlas.
- El Duende es un hombre pequeño que supuestamente sale a cabalgar en las noches de luna. Vive un enorme sombrero y una guitarra en la mano. Al Duende le atraen las mujeres jóvenes, de cabellera larga y las persigue. En la fábula se afirma que espía a las mujeres desde las copas de los árboles cuando se bañan en el río.

### Arte

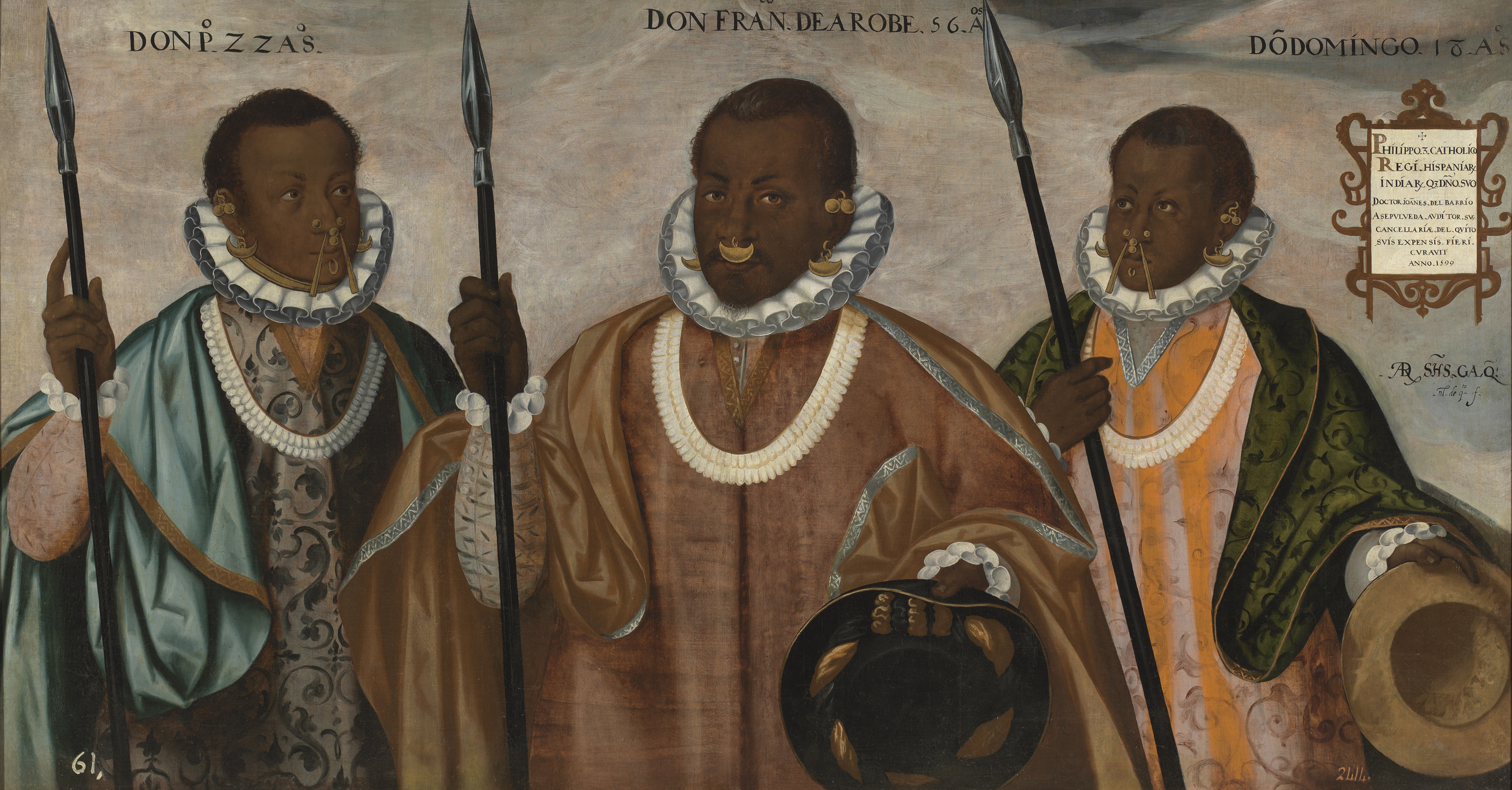
Los Negros de Esmeraldas. Andrés Sánchez de Gallque,. Museo de América, Madrid.

Uno de los cuadros más famosos de Ecuador es sin duda "Los Negros de Esmeraldas" que sería pintado por Andrés Sánchez de Gallque en el siglo XVI. Sería entregado al rey Felipe III con el fin de reconocer al reino Zambo de Esmeraldas y al cacique Francisco de Arobe como su legítimo gobernador. Hoy en día se encuentra dentro del Museo del Prado en Madrid. Por otro lado, uno de los pintores contemporáneos más importantes de esta región es Humberto Moré quién además sería escultor y muralista. Formó parte del grupoVAN que estuvo conformado por artistas de la ciudad de Guayaquil de las décadas de 1950 y 1960. Por último en la ciudad de Santo Domingo, que ha experimentado un crecimiento acelerado reciente se empezó a consolidar una cultura importante alrededor del arte, por eso el pintor Milton Morales empezaría la iniciativa llamada ‘Pensamientos desdoblados’ que es una muestra colectiva de pintura donde participan ocho artistas de diferentes provincias del país.

### Música

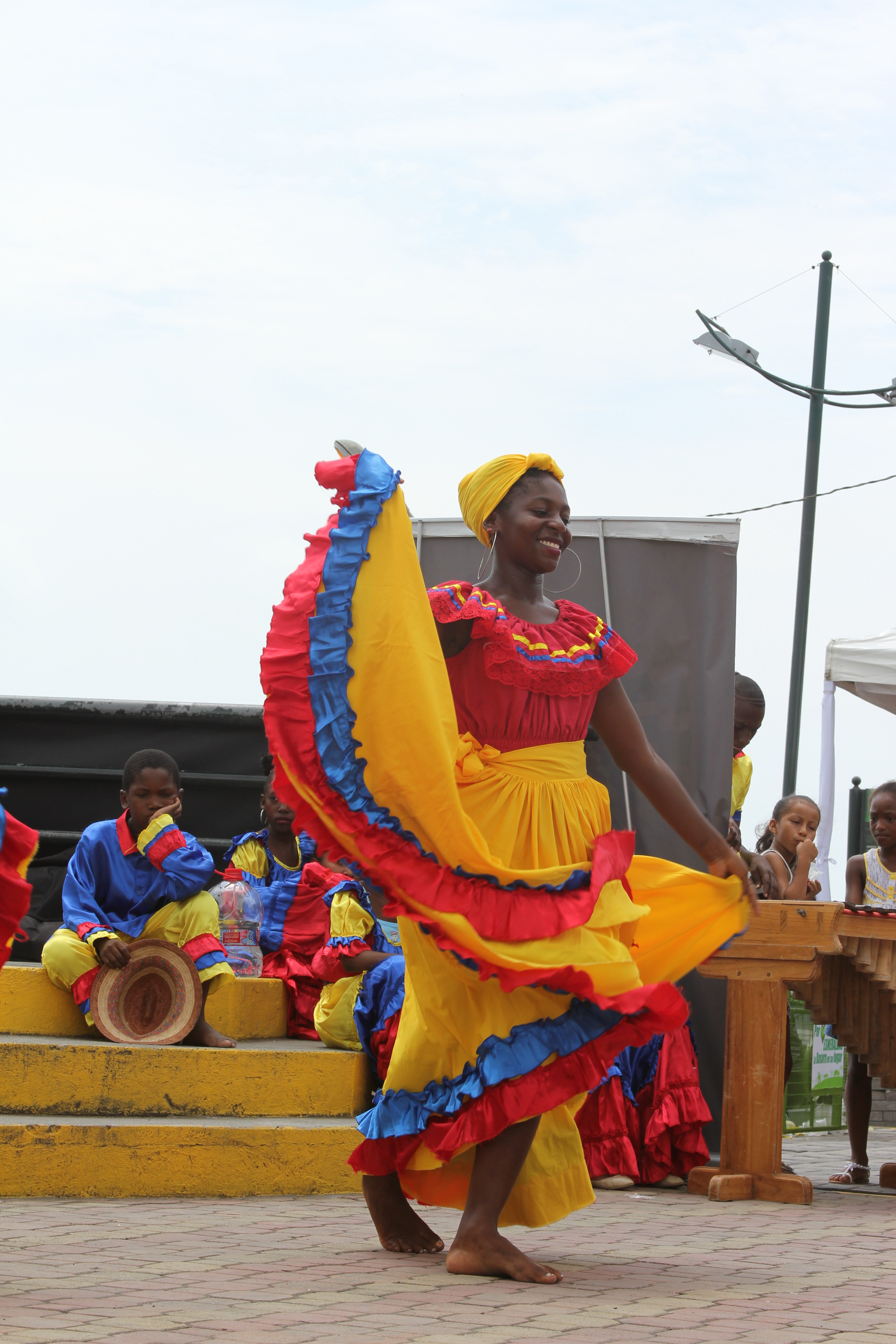
Esmeraldeña bailando

La música en esta región se caracteriza por el uso de la marimba esmeraldeña, que es un instrumento de percusión tradicional de la Provincia de Esmeraldas y que también es interpretada en la Provincia de Santo Domingo de los Tsáchilas. Alrededor de este instrumento se desarrollaron muchos géneros musicales tanto religiosos como seculares que son pieza central dentro de la cultura afroecuatoriana.  En el año 2015 fueron elegidos como Patrimonio Cultural Inmaterial de la Unesco.Está relacionada con las interpretaciones religiosas como en el caso del Arrullo que son cantos dedicados a santos de acuerdo al santoral afroecuatoriano, los Salves y Alabados que son cantos tristes dedicados a la muerte de una persona adulta. También se dedican a un santo o en Semana Santa, y los Chigualos que son canciones dedicadas a niños cuando mueren, como lamento de que no llegaron a la edad adulta.

### Literatura
La literatura afroecuatoriana es sincrética, en algunos hechos culturales se impuso la cultura del colonizador, como en los romances y las décimas y en otros hechos como la música y los bailes, se impuso la cultura afro. La décima esmeraldeña combina diez versos octosílabos lírico-narrativos con rima asonante desde el principio hasta el final. Asimismo, las leyendas de tradición oral, como se ve en el apartado de mitología, tratan el género de lo fantástico y el terror. Entre los principales escritores encontramos a Nelson Estupiñán Bass, Antonio Preciado, Adalberto Ortiz, Argentina Chiriboga, Adalinda Zamora, Juan Montaño y Limber Nazareno.

## Región 6: Amazonía

### Geografía

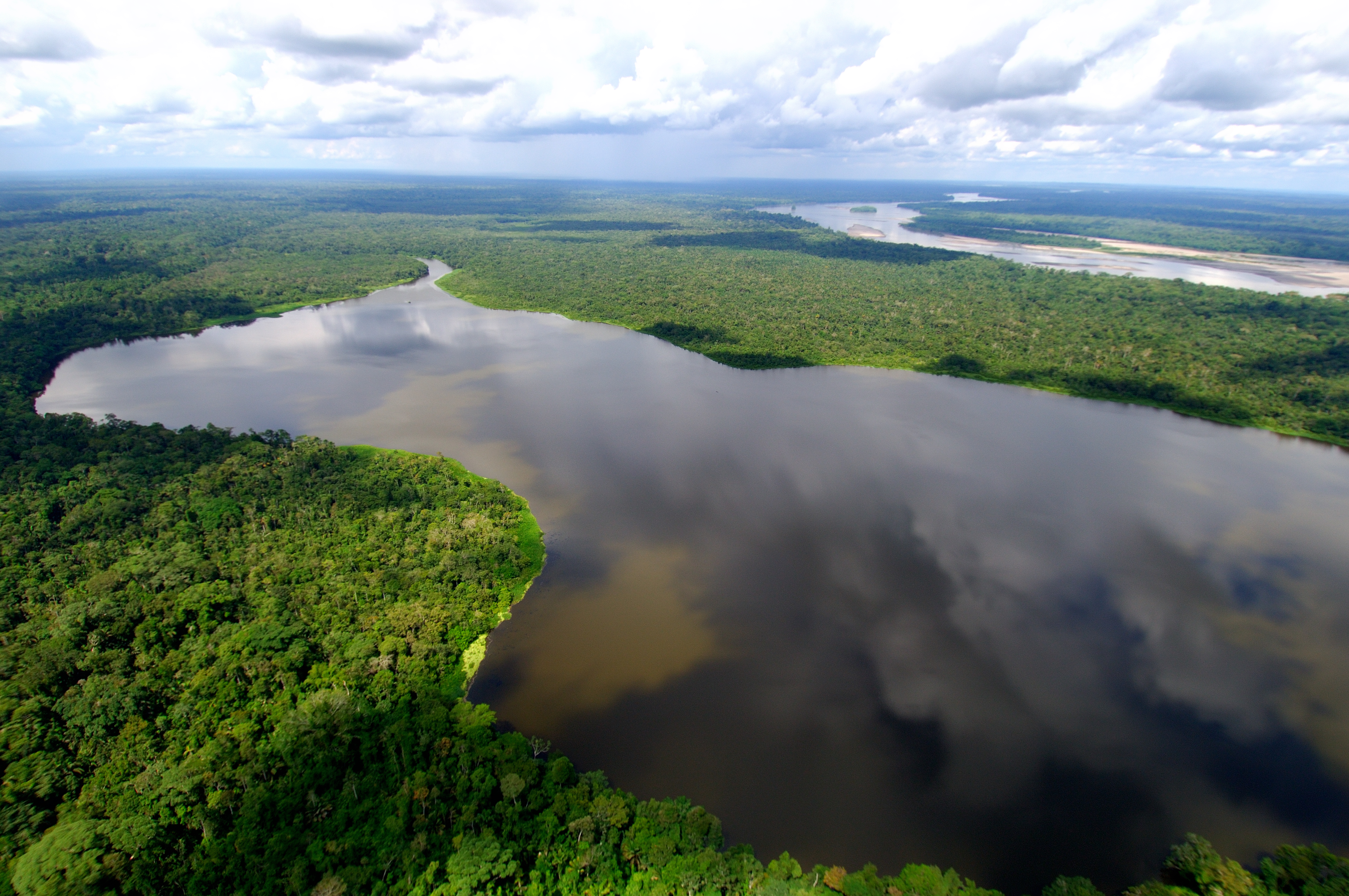
Amazonía Ecuador

El relieve de la Amazonía está conformado por una serie de colinas que se originan en forma de sierra en los Andes orientales y descienden hasta la llanura del Amazonas. En esta región se concentra especialmente la llanura, alrededor de la cuenca del Río Napo: este río se forma por las vertientes que provienen de las provincias de Tungurahua y Cotopaxi. En su recorrido recibe aguas de los ríos Coca, Aguarico y Curaray. Y también en la cuenca del Río Pastaza: nace con el nombre de río Cutuchi y Patate, desemboca en el río Marañón.

### Cultura y tradiciones

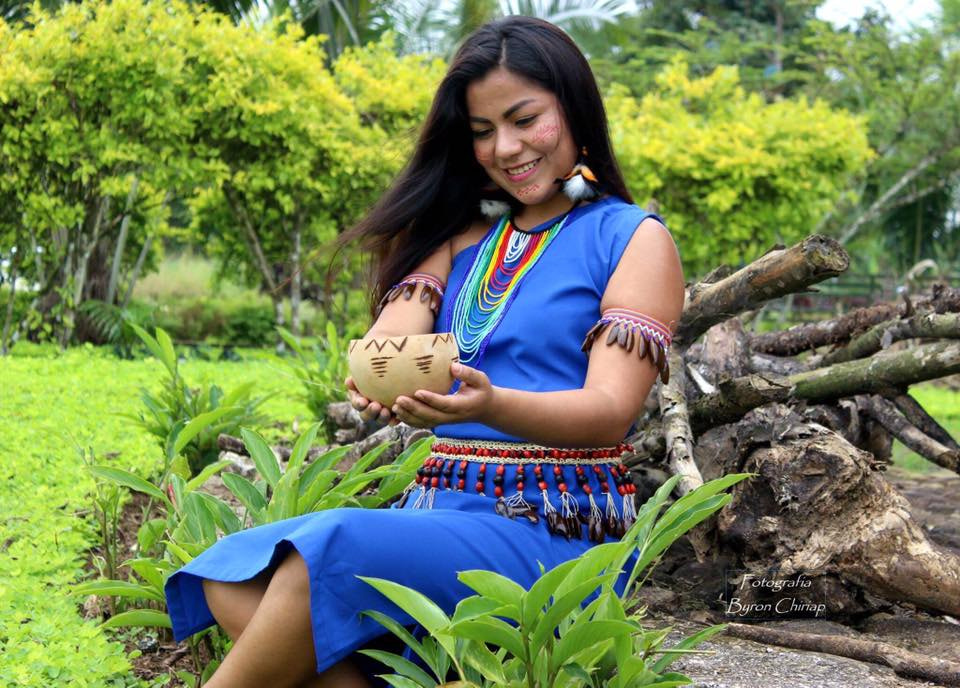
Mujer Shuar

La presencia histórica de pueblos dentro de la zona queda son de los Waoranis y de los pueblos indígenas en aislamiento voluntario, los más recientes han sido de la nacionalidad Kichwa y los shuar quienes emigraron desde las provincias de Zamora Chinchipe, Pastaza, Napo y Morona Santiago en los años con unas 15 comunidades asentadas con una población total de 1000 personas y las comunidades de colonos mestizos quienes llegaron a inicios de 1970 tras la apertura de las vías que se han abierto para la exploración y explotación petrolera en la provincia de Orellana.  Dentro del PNY habitan 16 comunidades indígenas, 8 kichwa y 8 Waoranis. personas y las comunidades de colonos mestizos quienes llegaron a inicios de 1970 tras la apertura de las vías que se han abierto para la exploración y explotación petrolera en la provincia de Orellana.  Dentro del PNY habitan 16 comunidades indígenas, 8 kichwa y 8 Waoranis.

### Investigaciones científicas

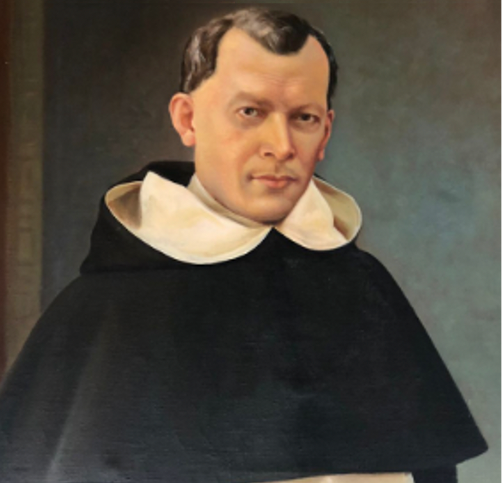
Enrique Vacas Galindo

En cuanto a la investigación científica de la amazonía fue importante el médico, geógrafo y arqueólogo Manuel Villavicencio. Sería famoso por levantar el primer mapa de Ecuador desde su independencia, basándose en los trabajos de Maldonado y Humboldt, lo que haría de su trabajo una referencia en el siglo XIX. Además a todo esto desarrollaría su influyente libro titulado "Geografía del Ecuador" que es un tratado donde se consolida la información orográfica, arqueológica, histórica sobre el nuevo país. Dedicó su vida a explorar la Amazonía, y que a su vez sería nombrado gobernador por el presidente Urbina. Ahí estudiaría las plantas amazónicas y además visitaría a las comunidades shuar donde experimentaría con la ayahuasca, anotando sus efectos para su posterior publicación. Fue discípulo del importante científico inglés William Jameson, a quien se refirió siempre como su mentor y sería el responsable de que a pesar de haber estudiado medicina se enfoque en el estudio de la naturaleza. Por otro lado, continuando con el trabajo de Villavicencio, sería importante la obra del sacerdote Enrique Vacas Galindo. Su trabajo en el contexto de la guerra con Perú y su lucha por la integridad territorial harían que sus viajes al oriente y el mapeo posterior sea un trabajo muy relevante para el Ecuador como país. Publicaría más tarde su mapa actualizado con toda la información de la Amazonía y sería aceptado en todos los planteles educativos con el apoyo de Eloy Alfaro. Por último, el estudio de la botánica empezado por Jameson continuaría años más tarde con el trabajo de Luis Sodiro.

### Cultura y economía
El descubrimiento de reservas de petróleo a finales de la década de 1960 transformó la economía ecuatoriana, que pasó de ser agraria a exportadora de petróleo (las exportaciones empezaron en 1972). Este cambio produjo un auge que duró casi una década, con un crecimiento medio de la producción de casi el 9% entre 1972 y 1981. Y lo que es más importante, cambió radicalmente el papel del gobierno en la economía. De hecho, antes de 1972, el gobierno (medido como los gastos de la administración central) representaba menos del 10% de la producción. Con el petróleo como nueva fuente de ingresos, el tamaño del gobierno se duplicó y se ha mantenido esencialmente en esos altos niveles desde entonces, a pesar de las grandes fluctuaciones del precio del petróleo. El periodo empieza en la década de 1960 cuando se produjo una aceleración y diversificación del sector manufacturero para satisfacer la demanda interna, haciendo hincapié en los insumos intermedios y los bienes de consumo duraderos. En 1971, éstos representaban alrededor del 50% de la producción industrial. Sin embargo, los productos manufacturados -principalmente productos agrícolas procesados- sólo representaban el 10% de las exportaciones de Ecuador en 1971. La industria estaba aún en una fase temprana de desarrollo, y alrededor del 50% de la población activa trabajaba en la agricultura, la silvicultura y la pesca. Las industrias tradicionales, como la alimentaria, la de bebidas y la textil, dependían en gran medida de la agricultura. El pequeño tamaño del mercado nacional, el elevado coste de producción en relación con los mercados exteriores disponibles y una infraestructura humana, física y financiera poco desarrollada se combinaron para limitar la expansión de los bienes de consumo duraderos en la economía ecuatoriana.

## Región 7: Galápagos

### Geografía

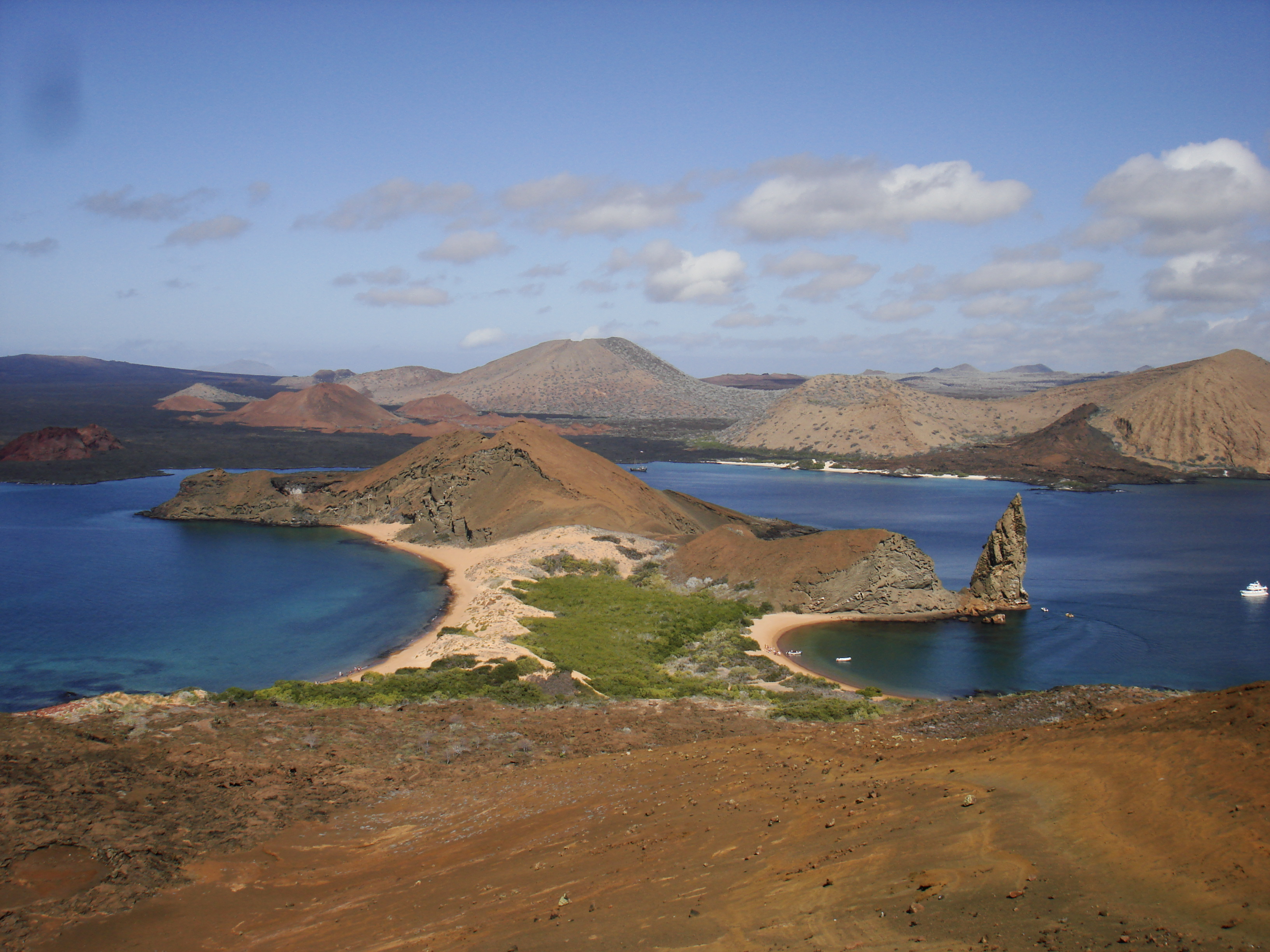
Isla Bartolomé

Las islas Galápagos son la segunda reserva marina más grande del planeta fueron declaradas Patrimonio de la Humanidad en 1978 por la Unesco. El archipiélago tiene como mayor fuente de ingresos el turismo y recibe 200 000 turistas al año. También se ha desarrollado el turismo ecológico con el fin de preservar las especies. La región fue el hábitat del Solitario George, el último espécimen de la especie tortuga gigante de Pinta, extinta el 24 de junio del 2012. Las islas también son hábitat de especies como tortugas marinas, delfines, tiburones, tiburones martillo, ballenas, arrecifes de coral, fragatas, iguanas, lagartos, cormoranes, albatros, leones marinos y pingüinos. Al igual que la masa continental de Ecuador, el archipiélago es atravesado por la línea ecuatorial, en su mayor parte por el norte de la isla Isabela. Galápagos es el segundo archipiélago con mayor actividad volcánica del planeta, superado únicamente por Hawái. Entra en la categoría de los puntos calientes; los volcanes más activos son Cerro Azul, Sierra Negra, Marchena y volcán La Cumbre en la Isla Fernandina, que es el más activo del archipiélago y uno de los más activos del mundo.

### Cultura y literatura
Las Islas Galápagos han sido el escenario de varias obras en distintos géneros literarios, tanto de escritores ecuatorianos como extranjeros. Uno de los ejemplos más notorios es Las encantadas, del estadounidense Herman Melville, libro que fue escrito toma como base los viajes de Melville en las Galápagos y que describe en una serie de relatos los personajes históricos, la flora y la fauna de las islas. Otras obras de autores extranjeros cuyas tramas se sitúan en el archipiélago incluyen las novelas La sed (1938), del belga Georges Simenon, en que una familia se muda se muda a la Isla Floreana pero cuyas vidas cambian con la construcción de un hotel; y Galápagos (1985), del estadounidense Kurt Vonnegut, una obra de ciencia ficción situada un millón de años en el futuro en que un grupo de personas que llegan a las islas se convierten en los únicos humanos que escapan de un virus que produce infertilidad.
El manga japonés Dear Anemone (2024), de la autora Rin Matsui, narra sobre un grupo de personas enviadas por el gobierno japonés a las islas luego de que un virus tóxico causado por una explosión ocasionara que las especies sufrieran una horrible evolución.
Entre autores ecuatorianos, una de las obras más destacadas es Más allá de las islas (1980), de la quiteña Alicia Yánez Cossío. En la novela, que mezcla ficción con hechos reales a través del realismo mágico, ocho personas viajan a las islas Galápagos tras escapar de la muerte. Del lado de la poesía, es notorio el Sollozo por Pedro Jara, de Efraín Jara Idrovo, mientras que en la literatura infantil, las Galápagos han sido exploradas por Edna Iturralde en su obra Las islas donde nace la Luna. Otra novela ecuatoriana situada en el archipiélago es Hallado en la grieta (2012), del guayaquileño Jorge Velasco Mackenzie.
En el cine ha sido el escenario de películas como Master and Commander: The Far Side of the World.

### Cultura y ambientalismo
Las Galápagos fueron declaradas parque nacional en 1959, protegen el 97,5% de la superficie terrestre del archipiélago. El área restante es ocupada por asentamientos humanos que ya existían al tiempo de la declaratoria. Para entonces, aproximadamente 1000 a 2000 personas vivían en cuatro islas. En 1972 un censo determinó que 3488 personas vivían en Galápagos, pero en la década de 1980 este número se había incrementado notablemente a más de 20 000 habitantes.
En 1986 el mar que rodea a las islas fue declarado reserva marina. Unesco incluyó a Galápagos en la lista de Patrimonio de la Humanidad en 1978, y en diciembre de 2001 se amplió esta declaración para la reserva marina.
En el año 2007, fueron incluidas en la Lista del Patrimonio de la Humanidad en peligro, debido al turismo masivo y las especies invasoras. El 29 de julio de 2010, las Islas Galápagos fueron retiradas de la lista de patrimonios en peligro de extinción por el Comité de Patrimonios de la Unesco.

## Instituciones culturales
Existen algunas instituciones gubernamentales que se encargan de la cultura en el Ecuador; estas son: 
- Casa de la Cultura Ecuatoriana
- Banco Central del Ecuador
- Instituto Nacional de Patrimonio Cultural
- Ministerio de Cultura y Patrimonio de Ecuador